# 20. Februar
Der 20. Februar ist der 51. Tag des gregorianischen Kalenders, somit bleiben 314 Tage (in Schaltjahren 315 Tage) bis zum Jahresende.

## Ereignisse

### Politik und Weltgeschehen
- 1258: Wenige Tage nach der Eroberung von Bagdad wird Kalif Al-Mustasim durch die Mongolen hingerichtet. Mit seinem Tod erlischt das Abbasiden-Kalifat von Bagdad.

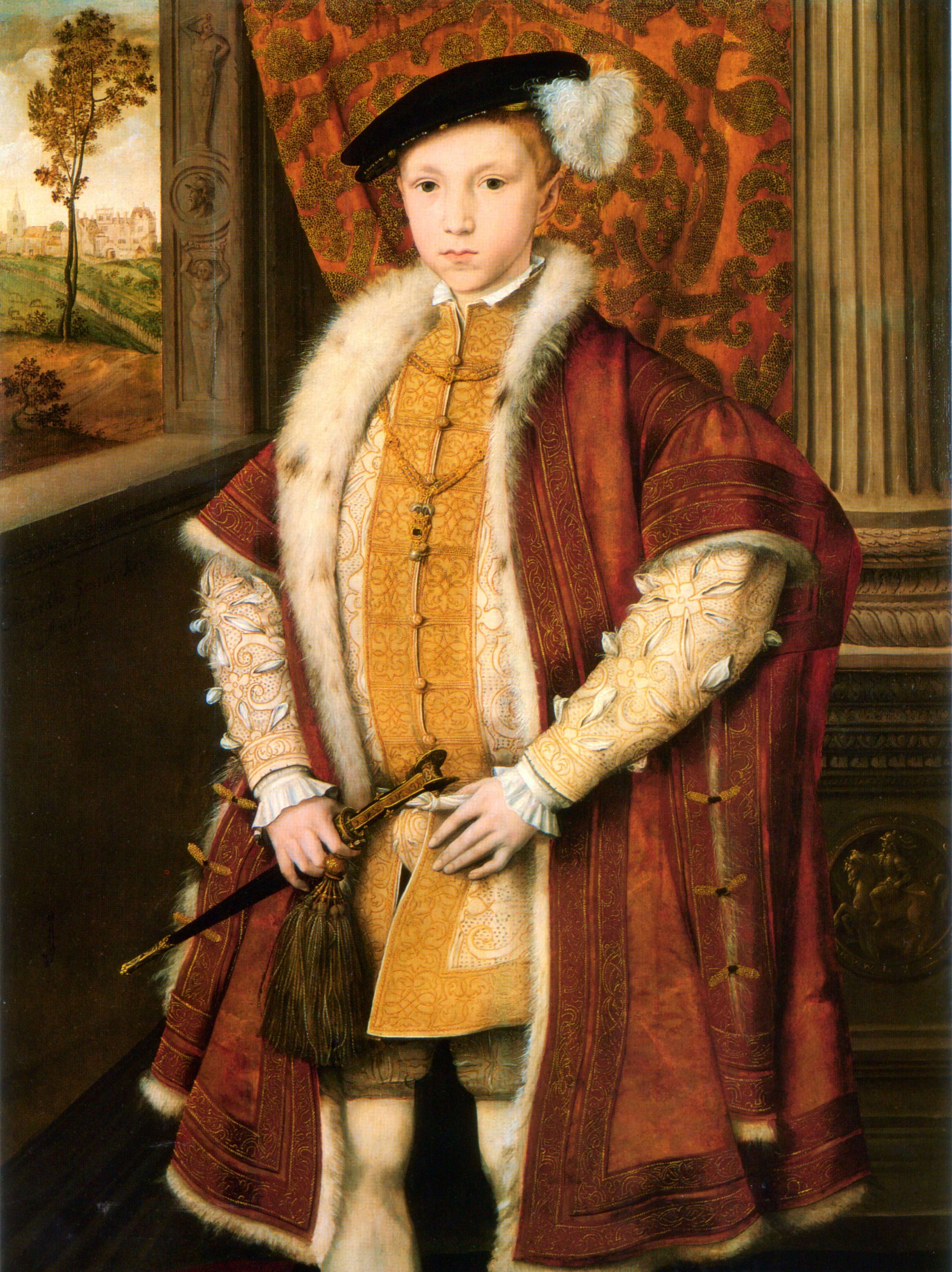
1547: Eduard VI.

- 1547: Eduard VI. aus dem Haus Tudor wird in der Westminster Abbey als Nachfolger seines verstorbenen Vaters Heinrich VIII. zum König von England gekrönt.
- 1720: Der Friedensschluss in Den Haag beendet den Krieg der Quadrupelallianz, in dem Spanien der Übermacht der vier Verbündeten Großbritannien, Frankreich, Österreich und den Niederlanden gegenüberstand.
- 1797: Nachdem sie im Jahr zuvor auf die Insel Baliceaux deportiert worden sind, siedelt Großbritannien die Garifuna („Schwarze Kariben“) auf die Insel Roatán vor der honduranischen Küste um.
- 1809: Die zweite Belagerung von Saragossa während der Napoleonischen Kriege auf der Iberischen Halbinsel endet mit einem Erfolg der Franzosen. Die Spanier ergeben sich nach dreiwöchigem Häuserkampf.

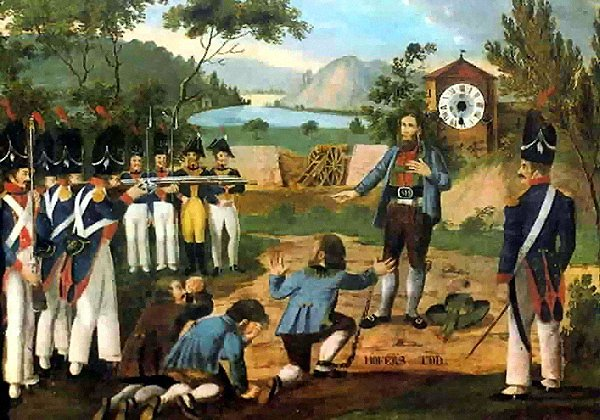
1810: Die Erschießung Andreas Hofers in Mantua

- 1810: Der Tiroler Wirt Andreas Hofer, Freiheitskämpfer gegen das napoleonische Frankreich und das mit ihm verbündete Bayern, wird in Mantua nach einem Kriegsgerichtsurteil erschossen. Das Ereignis findet später seinen Niederschlag in der Tiroler Landeshymne.
- 1827: In der Schlacht bei Ituzaingó erleidet Brasilien im Argentinisch-Brasilianischen Krieg eine Niederlage.
- 1865: Im Tripel-Allianz-Krieg nehmen brasilianische Truppen die uruguayische Hauptstadt Montevideo ein. Venancio Flores wird von ihnen als provisorischer Präsident unterstützt.
- 1890: Bei der Wahl zum 8. Deutschen Reichstag erleiden die sogenannten „Kartellparteien“ eine vernichtende Niederlage. Die Sozialdemokraten erlangen erstmals die meisten Wählerstimmen. Aufgrund der starken Verzerrungen infolge des Mehrheitswahlrechts, das die dicht besiedelten Regionen stark benachteiligt, können sie aber nur 35 Mandate erringen.
- 1910: Der wegen seiner pro-britischen Politik unbeliebte ägyptische Ministerpräsident Boutros Ghali wird bei einem Attentat getötet.

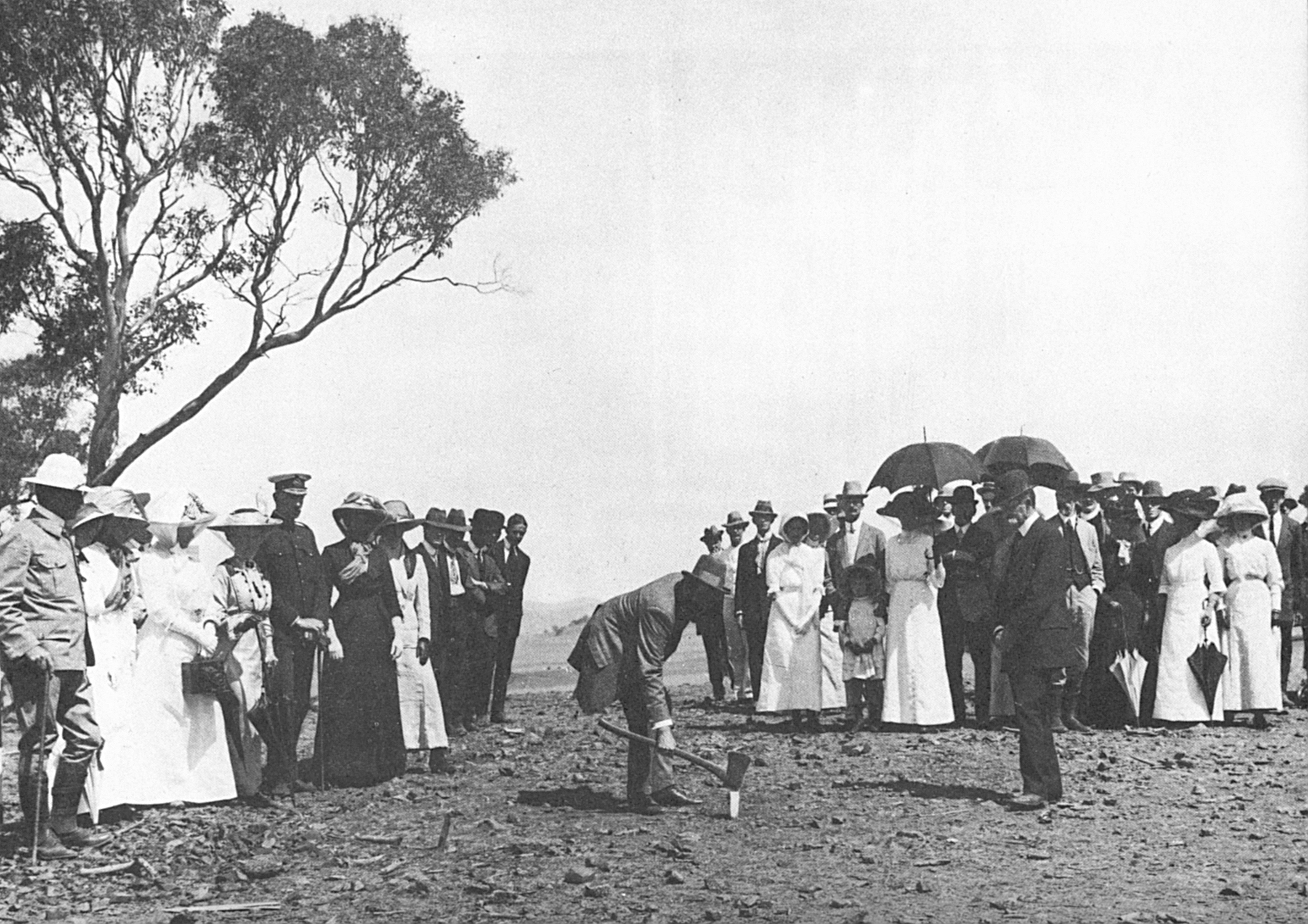
1913: King O’Malley schlägt den ersten Vermessungspfosten ein

- 1913: Innenminister King O’Malley schlägt den ersten Vermessungspfosten für die zukünftige australische Hauptstadt Canberra ein.

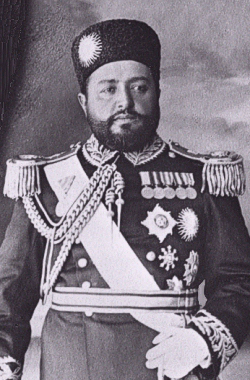
1919: Habibullah Khan

- 1919: Habibullah Khan, der 15. Emir von Afghanistan, wird bei einem Jagdausflug ermordet. Wenige Wochen nach dem Tod des Herrschers kommt es unter seinem Nachfolger Amanullah Khan zum Dritten Anglo-Afghanischen Krieg, der im Frieden von Rawalpindi die Anerkennung des Emirats Afghanistan als unabhängigen Staat durch die Briten bringt.
- 1929: Amerikanisch-Samoa wird ein Territorium der Vereinigten Staaten.
- 1933: Bei einem Treffen Hitlers mit Industriellen wird eine Wahlkampfhilfe in Höhe von drei Millionen Reichsmark für die NSDAP und die Kampffront Schwarz-Weiß-Rot für die kommende Reichstagswahl verlangt.
- 1933: Der US-Senat beschließt den 21. Zusatzartikel zur Verfassung der Vereinigten Staaten. Dieser setzt den 18. Zusatzartikel außer Kraft, mit dem 1920 das Alkoholverbot in den USA eingeführt worden ist. Mit seinem Inkrafttreten am 5. Dezember endet die Prohibitionszeit in den Vereinigten Staaten.
- 1935: Die Zollgrenze zwischen dem Saarland und dem Deutschen Reich wird aufgehoben.
- 1938: Die Schweizer beschließen in einer Volksabstimmung, Rätoromanisch als vierte Nationalsprache anzuerkennen.
- 1942: Japan besiegt in der Nacht vom 19. Februar die alliierte ABDA-Flotte in der Seeschlacht in der Straße von Badung im Pazifikkrieg.
- 1942: Japanische Truppen landen in der Nacht zum 20. Februar sowohl im niederländischen Westtimor, als auch im eigentlich neutralen Portugiesisch-Timor. Es ist der Beginn der Schlacht um Timor.
- 1952: Der Bundestagsabgeordnete Franz Richter (SRP) wird im Bundeshaus unter dem Vorwurf verhaftet, in Wahrheit der ehemalige NSDAP-Gauhauptstellenleiter von Sachsen, Fritz Rößler, zu sein. Der Verdacht bewahrheitet sich später.

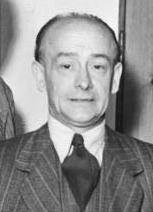
1956: Fritz Steinhoff

- 1956: Per konstruktivem Misstrauensvotum wird der SPD-Politiker Fritz Steinhoff anstelle von Karl Arnold (CDU) zum Ministerpräsidenten Nordrhein-Westfalens gewählt.
- 1967: Die Volkskammer der Deutschen Demokratischen Republik beschließt die Einführung einer eigenen Staatsbürgerschaft der DDR.

1987: Mizoram

- 1987: Das bisherige Unionsterritorium Mizoram erhält den Status eines Bundesstaats in Indien.
- 1991: Demonstranten stürzen die Statue des ehemaligen albanischen Langzeitdiktators Enver Hoxha in Tirana.
- 1994: In der Schweiz wird die Eidgenössische Volksinitiative «zum Schutze des Alpengebietes vor dem Transitverkehr» angenommen. Seither ist die Verlagerungspolitik für Güter vom Schwerverkehr auf die Eisenbahn Teil der Schweizer Bundesverfassung.
- 2004: Nach dem Ausschluss tausender liberaler Kandidaten sinkt die Wahlbeteiligung bei den iranischen Parlamentswahlen nach offiziellen Angaben auf 50,57 %.
- 2005: UN-Flüchtlingshochkommissar Ruud Lubbers tritt von seinem Amt zurück, nachdem ein interner Untersuchungsbericht wegen sexueller Belästigung veröffentlicht worden ist.
- 2005: In einem Referendum stimmen die Wähler Spaniens mehrheitlich der geplanten europäischen Verfassung zu.

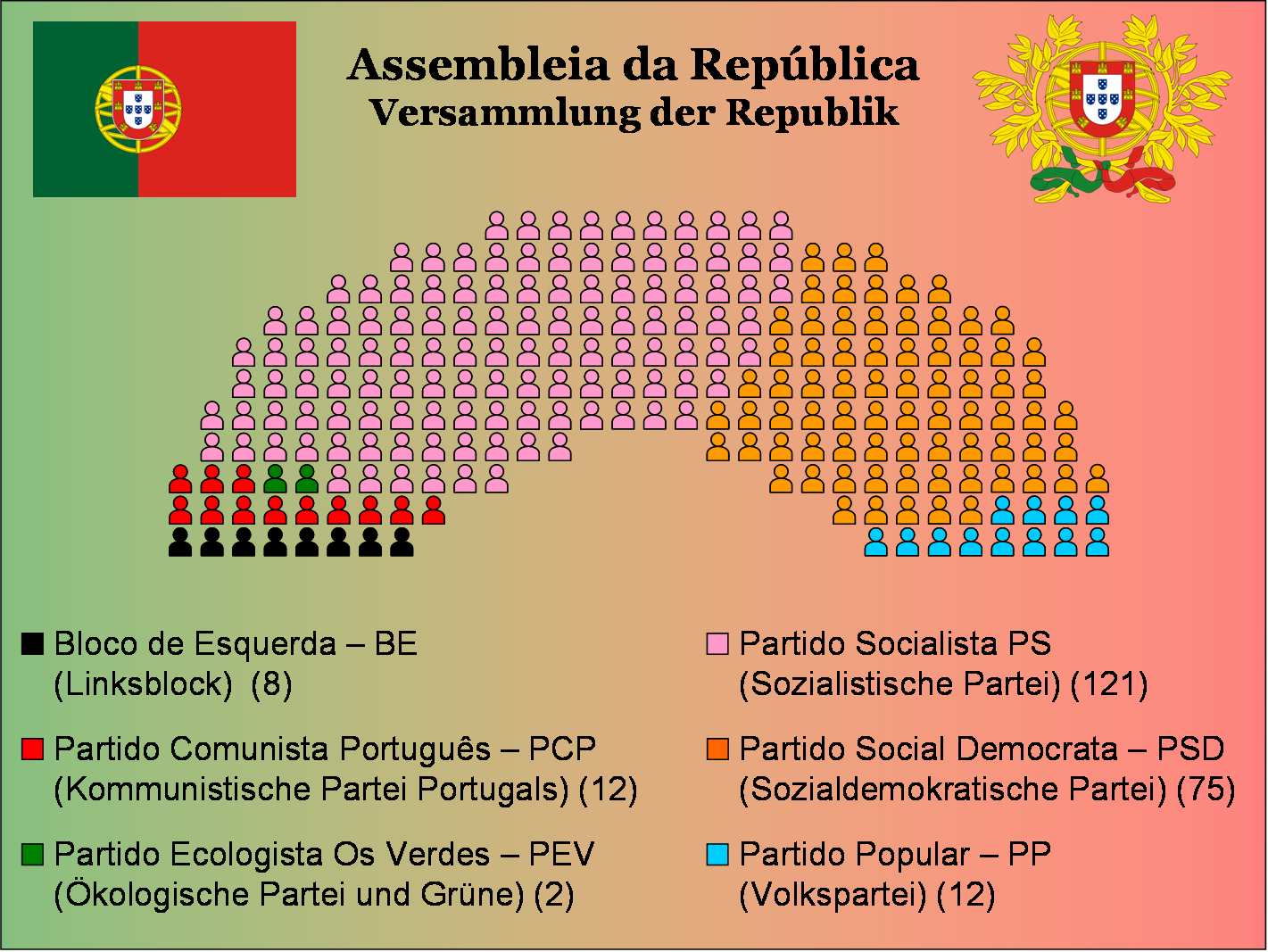
2005: Portugals Parlament nach der Wahl

- 2005: Bei den vorgezogenen Wahlen zur Assembleia da República in Portugal erlangen die Sozialisten unter José Sócrates einen Erdrutschsieg und erreichen die absolute Mehrheit. Die Partido Social Democrata wird nur noch zweitstärkste Partei.

### Wirtschaft
- 1811: Österreich erleidet einen Staatsbankrott. Das umlaufende Papiergeld wird aufgrund eines Finanzpatents von Kaiser Franz I. nur noch zu einem Fünftel seines Werts umgetauscht.
- 1857: Die Geschäftsleute Hermann Henrich Meier und Eduard Crüsemann gründen in Bremen die Reederei Norddeutscher Lloyd.

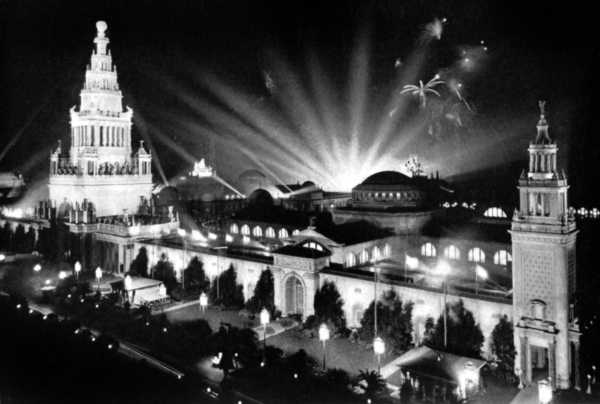
1915: Das Ausstellungsgelände

- 1915: Die Panama-Pacific International Exposition, eine Weltausstellung anlässlich der Fertigstellung des Panamakanals ein Jahr zuvor, wird in San Francisco, Kalifornien, eröffnet. Sie dauert bis zum 4. Dezember und soll auch zeigen, dass die Stadt sich vom Großen Erdbeben 1906 erholt hat.
- 1926: In Berlin wird die erste Grüne Woche als Verbindung der traditionellen Wintertagung der Deutschen Landwirtschafts-Gesellschaft in Berlin mit einer landwirtschaftlichen Ausstellung eröffnet. Die Messe dauert bis zum 28. Februar.
- 1979: Der Europäische Gerichtshof verkündet die Cassis-de-Dijon-Entscheidung zur Warenverkehrsfreiheit. Die mengenmäßige Einfuhrbeschränkung von Likören durch die Bundesmonopolverwaltung für Branntwein ist danach nicht mit EU-Recht vereinbar.

### Wissenschaft und Technik
- 1883: Alphonse Bertillon gelingt mit Hilfe des von ihm entwickelten Systems der Bertillonage die Identifizierung eines Straftäters aufgrund der Körpermaße des rückfällig Gewordenen.
- 1941: Die US-Zeitung Washington Daily News nennt in ihrer Ausgabe ein geländegängiges Fahrzeug Jeep. Ein Exemplar des Willys MB wurde Abgeordneten und Pressevertretern in seinem Können auf den Stufen vor dem Kapitol der Vereinigten Staaten vorgeführt.
- 1947: In den staatlichen Ischmasch-Werken wird die Serienfertigung des sowjetisch-russischen Sturmgewehrs AK-47 aufgenommen.

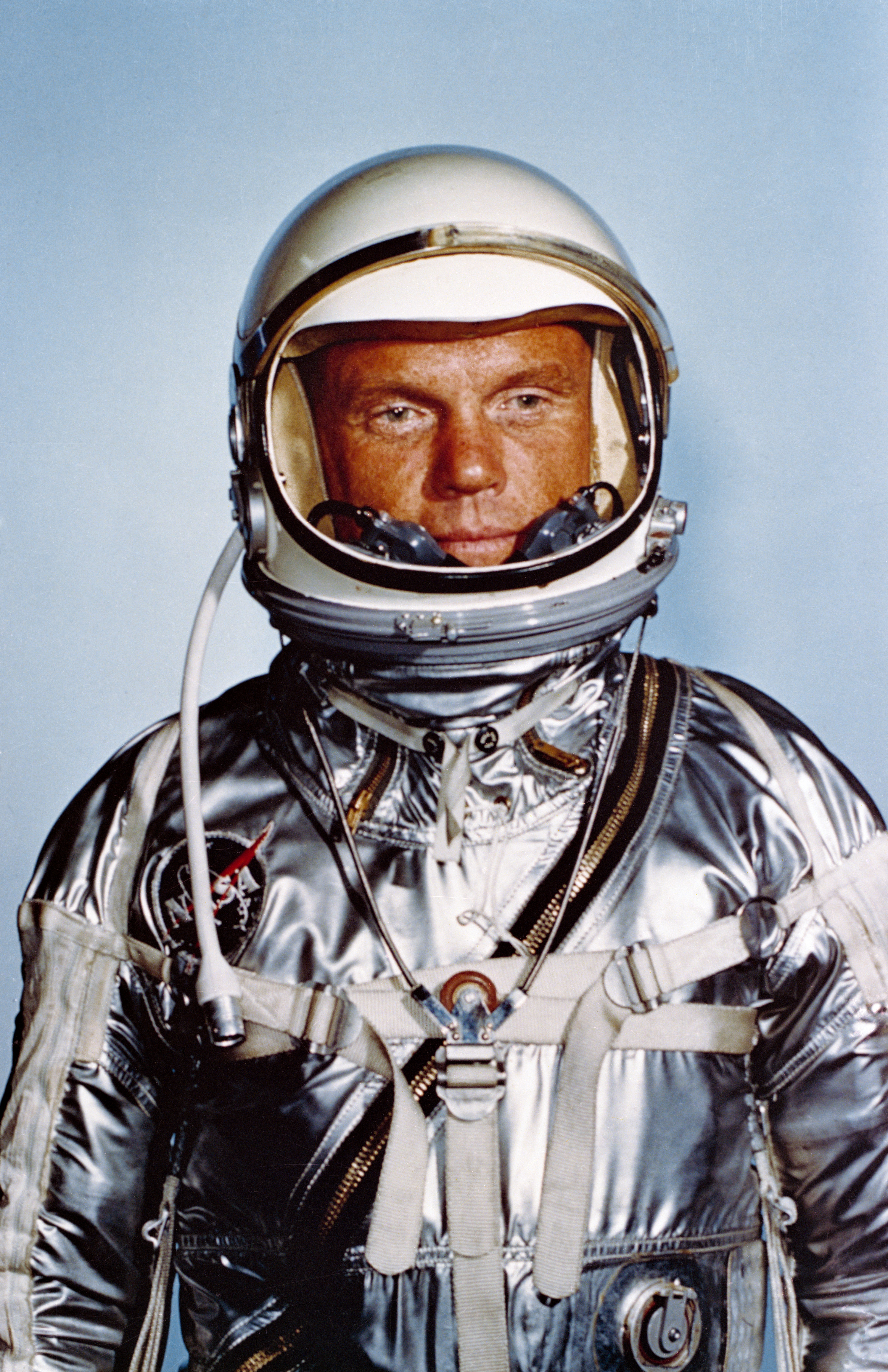
1962: John Glenn

- 1962: John Glenn startet von der Cape Canaveral Air Force Station in Florida aus zur Mission Mercury-Atlas 6, um als erster US-Amerikaner die Erde im All zu umkreisen.
- 1965: Die US-amerikanische Raumsonde Ranger 8 der NASA schlägt wie geplant auf dem Mond auf und übermittelt vorher noch 7300 Bilder.
- 1993: Das Magazin New Scientist berichtet über das Entdecken des jüngsten je beobachteten Sterns. Der Protostern VLA 1623 ist etwa 10.000 Jahre alt.

### Kultur
- 1724: Giulio Cesare, eine italienische Oper von Georg Friedrich Händel mit dem Libretto von Nicola Francesco Haym, hat seine Uraufführung im King’s Theatre am Londoner Haymarket.
- 1816: Im Teatro Argentina in Rom wird unter dem Namen Almaviva o sia L’inutile precauzione die Oper Der Barbier von Sevilla von Gioachino Rossini unter der Leitung des Komponisten uraufgeführt. Die Oper mit dem Libretto von Cesare Sterbini nach dem Schauspiel Le Barbier de Seville von Pierre Augustin Caron de Beaumarchais fällt beim Publikum durch. Erst die zweite Aufführung wird ein großer Erfolg.

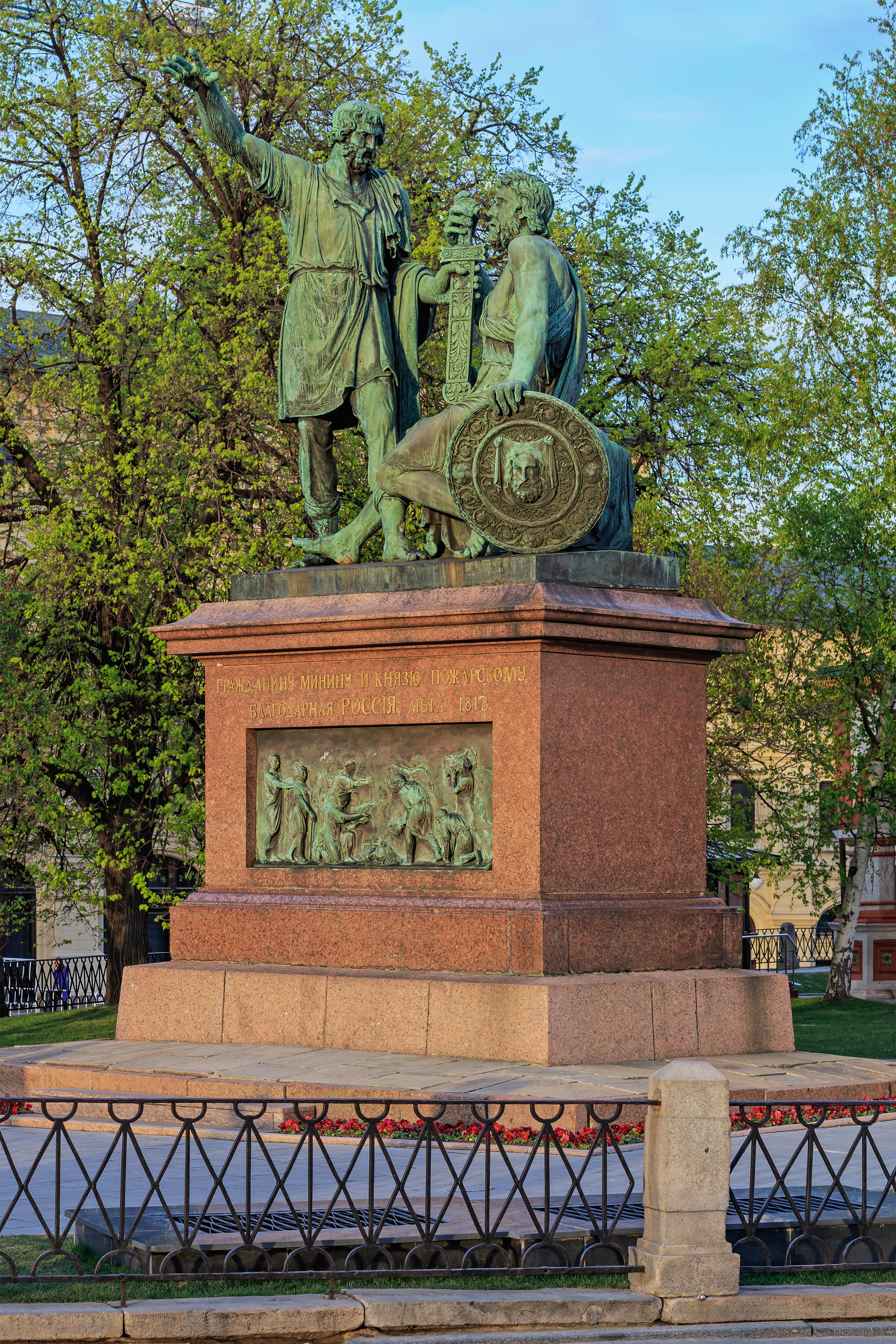
1818: Minin-und-Poscharski-Denkmal

- 1818: Auf dem Roten Platz in Moskau wird das Minin-und-Poscharski-Denkmal zur Erinnerung an „den Bürger Minin und den Fürsten Poscharski“, die Anführer des Volksaufstandes gegen die polnische Intervention 1611, enthüllt.
- 1834: Am Theater in der Josefstadt wird das Zaubermärchen Der Verschwender von Ferdinand Raimund mit Musik von Conradin Kreutzer uraufgeführt. Der Dichter spielt dabei die Rolle des Valentin selbst.

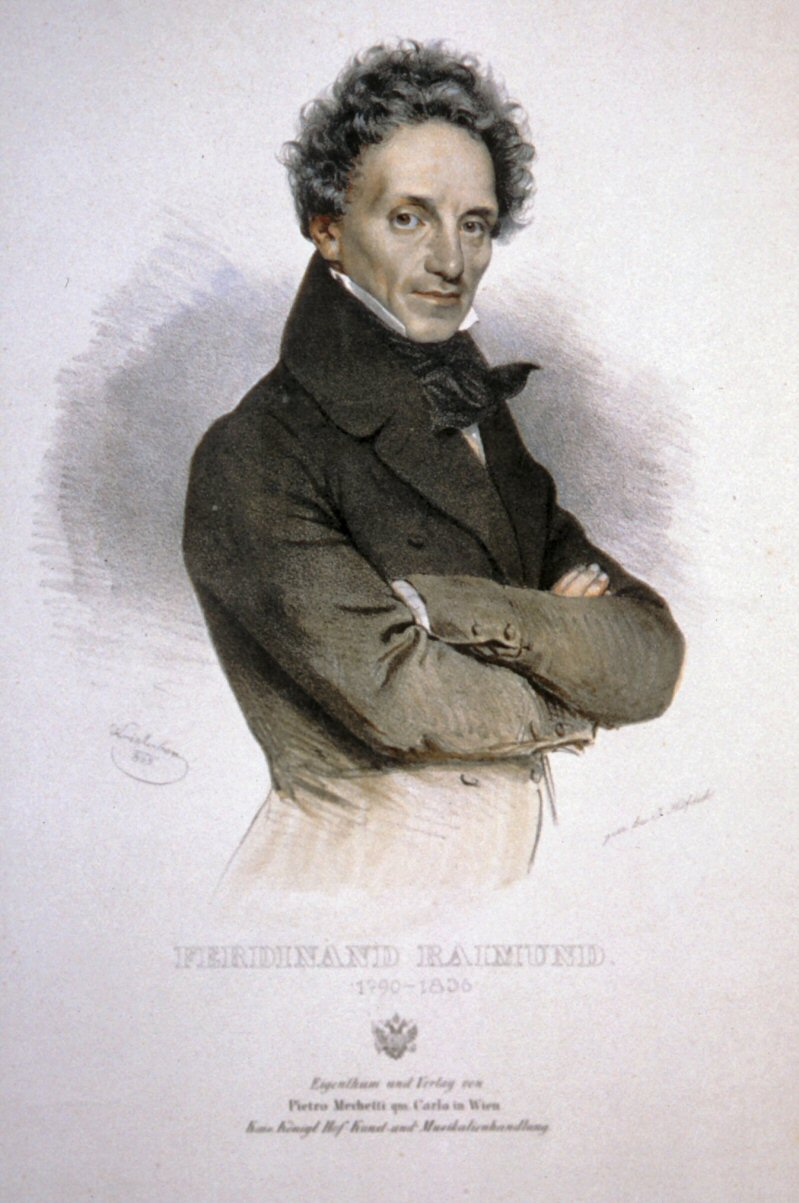
1834: Ferdinand Raimund

- 1837: Am Stadttheater in Leipzig erfolgt die Uraufführung der komischen Oper Die beiden Schützen von Albert Lortzing. Das Stück nach der literarischen Vorlage Les Méprises par ressemblance von André-Ernest-Modeste Grétry ist ein großer Erfolg und bestärkt Lortzing darin, weitere Werke für das Musiktheater zu verfassen.
- 1872: Das Metropolitan Museum of Art wird in New York City eröffnet.
- 1903: Am Theater an der Wien in Wien wird Edmund Eyslers Operette Bruder Straubinger uraufgeführt.
- 1907: An der Hofoper in Sankt Petersburg erfolgt die Uraufführung der Oper Die Legende von der unsichtbaren Stadt Kitesch und von der Jungfrau Fewronija (Orig.: Skasani je o newidimom grade Kiteshe i dewe Febronii) von Nikolai Andrejewitsch Rimski-Korsakow.

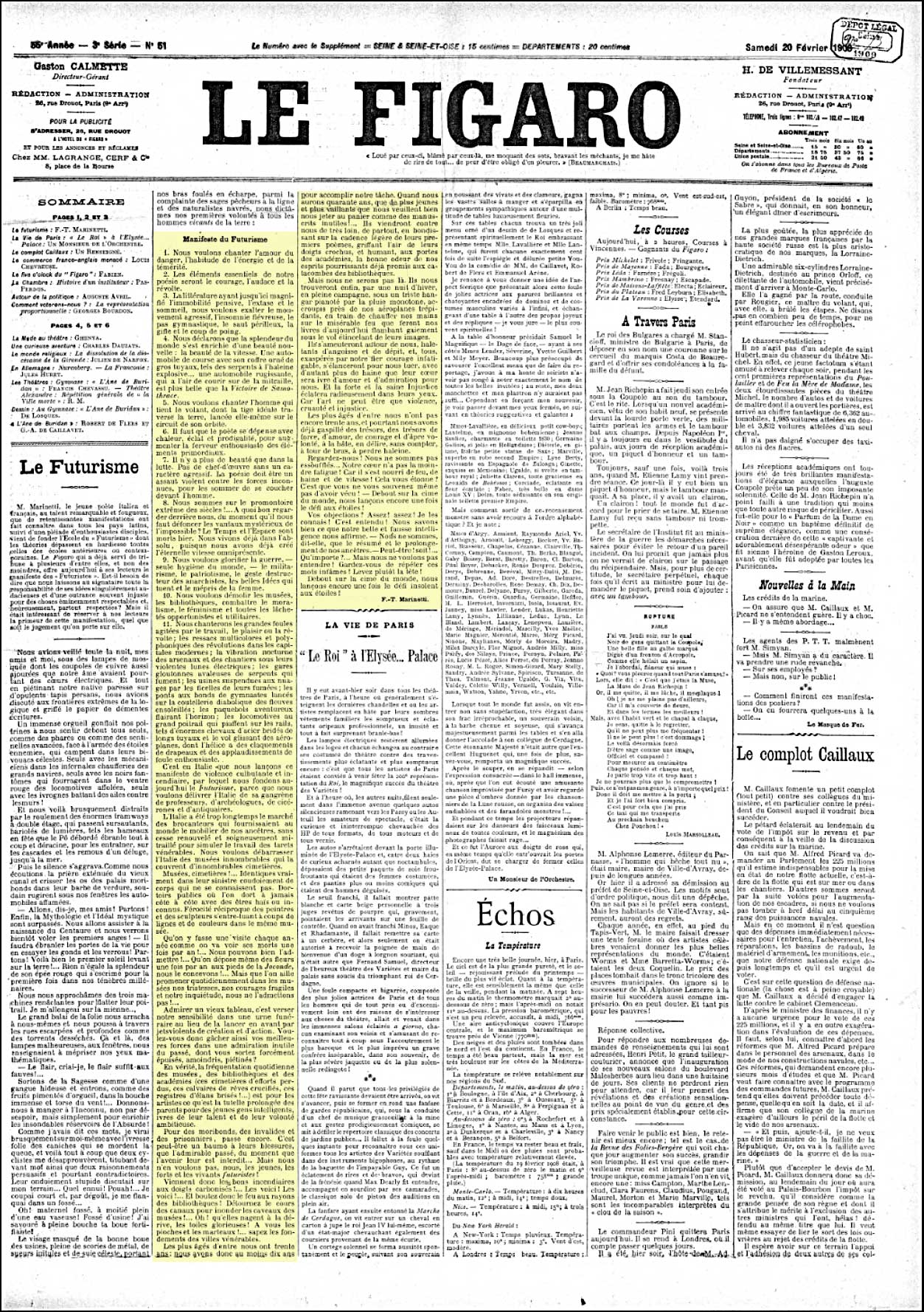
1909: Das futuristische Manifest in Le Figaro

- 1909: Filippo Tommaso Marinetti publiziert in der Pariser Zeitung Le Figaro sein Futuristisches Manifest und gründet damit den Futurismus.
- 1911: Die erste Ausgabe der Zeitschrift Die Aktion, Zeitschrift für freiheitliche Politik und Literatur von Franz Pfemfert erscheint. Sie wird dem Expressionismus zum Durchbruch verhelfen.
- 1943: Die Oper Die Kluge von Carl Orff, die das Märchen Die kluge Bauerntochter der Brüder Grimm zur Vorlage hat, wird in Frankfurt am Main uraufgeführt.
- 1954: Am Opernhaus Nürnberg wird Der dritte Wunsch, ein Zauberstück mit Musik in acht Bildern von Nico Dostal, uraufgeführt. Es basiert auf Motiven des Märchens Vom Fischer und seiner Frau der Brüder Grimm.
- 1963: In der Berliner Freien Volksbühne findet unter der Regie von Erwin Piscator die Uraufführung des Schauspiels Der Stellvertreter von Rolf Hochhuth statt.
- 1995: Der französische Filmregisseur Bertrand Tavernier gewinnt bei den Internationalen Filmfestspielen in Berlin den Goldenen Bären.
- 2000: Der US-amerikanische Filmregisseur Paul Thomas Anderson gewinnt bei den Internationalen Filmfestspielen in Berlin den Goldenen Bären.

### Gesellschaft
- 1868: In Wien heiratet der bayerische Prinz Ludwig die Erzherzogin Marie Therese von Österreich-Este.

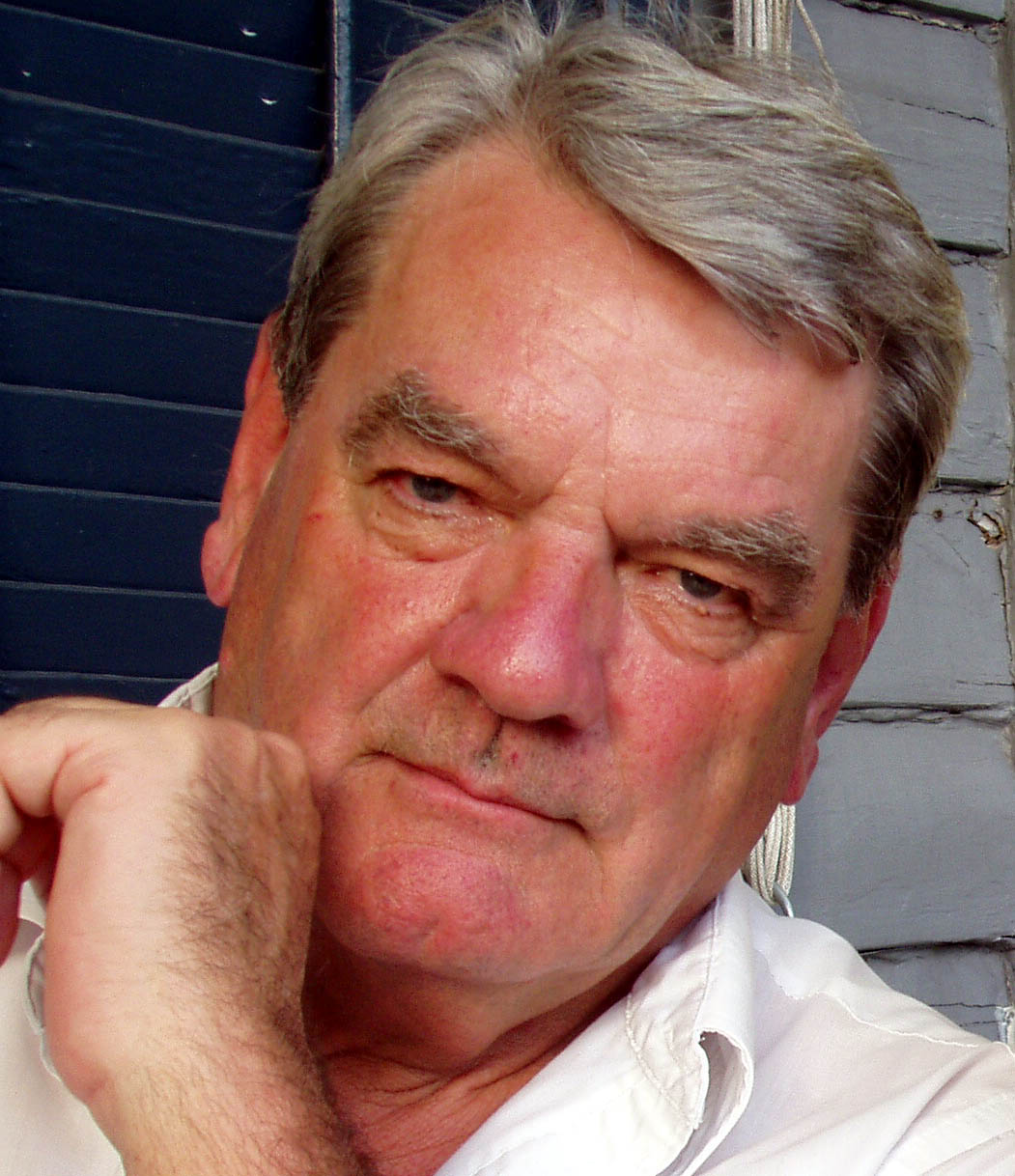
2006: David Irving

- 2006: Der britische Holocaustleugner David Irving wird vom Wiener Landgericht für Strafsachen wegen im Verbotsgesetz 1947 mit Strafe bedrohter nationalsozialistischer Wiederbetätigung zu drei Jahren Haft ohne Bewährung verurteilt.

### Religion
- 1529: Der Rat der dem Luthertum aufgeschlossenen freien Reichsstadt Straßburg schafft die Heilige Messe ab.

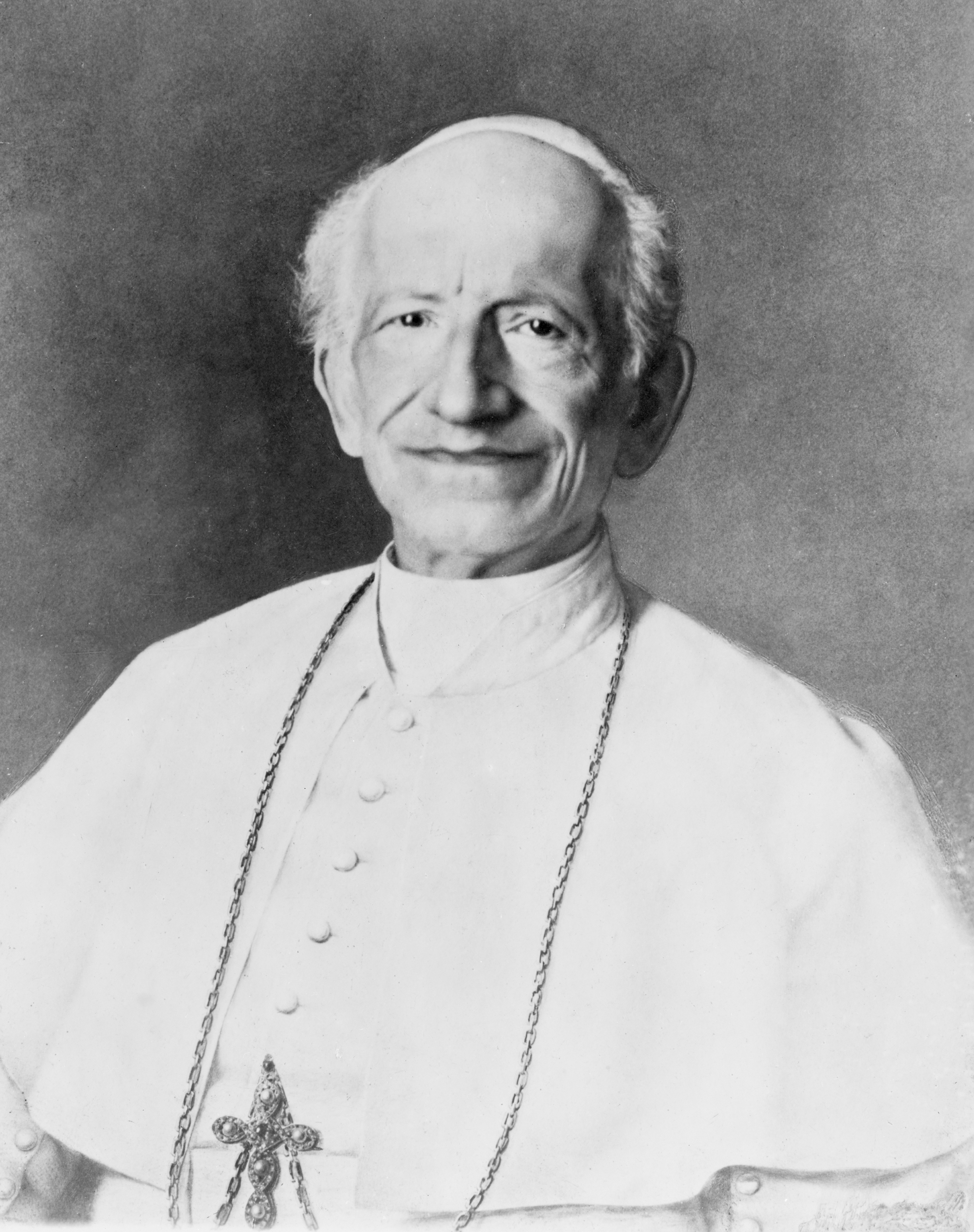
1878: Leo XIII.

- 1878: Vincenzo Gioacchino Pecci wird zum Papst gewählt und nennt sich Leo XIII.

### Katastrophen
- 1835: Die Stadt Concepción in Chile wird bei einem Erdbeben vollständig zerstört. Weil sich das dreiminütige Beben um 11:30 Uhr ereignet, sind weniger als 100 Todesopfer in der Stadt zu beklagen. Insgesamt sterben durch die Naturgewalten aber etwa 5.000 Menschen, weil auch in siebzig umliegenden Dörfern die Häuser einstürzen und ein nachfolgender Tsunami den Fischerhafen Talcahuano ins Meer spült.

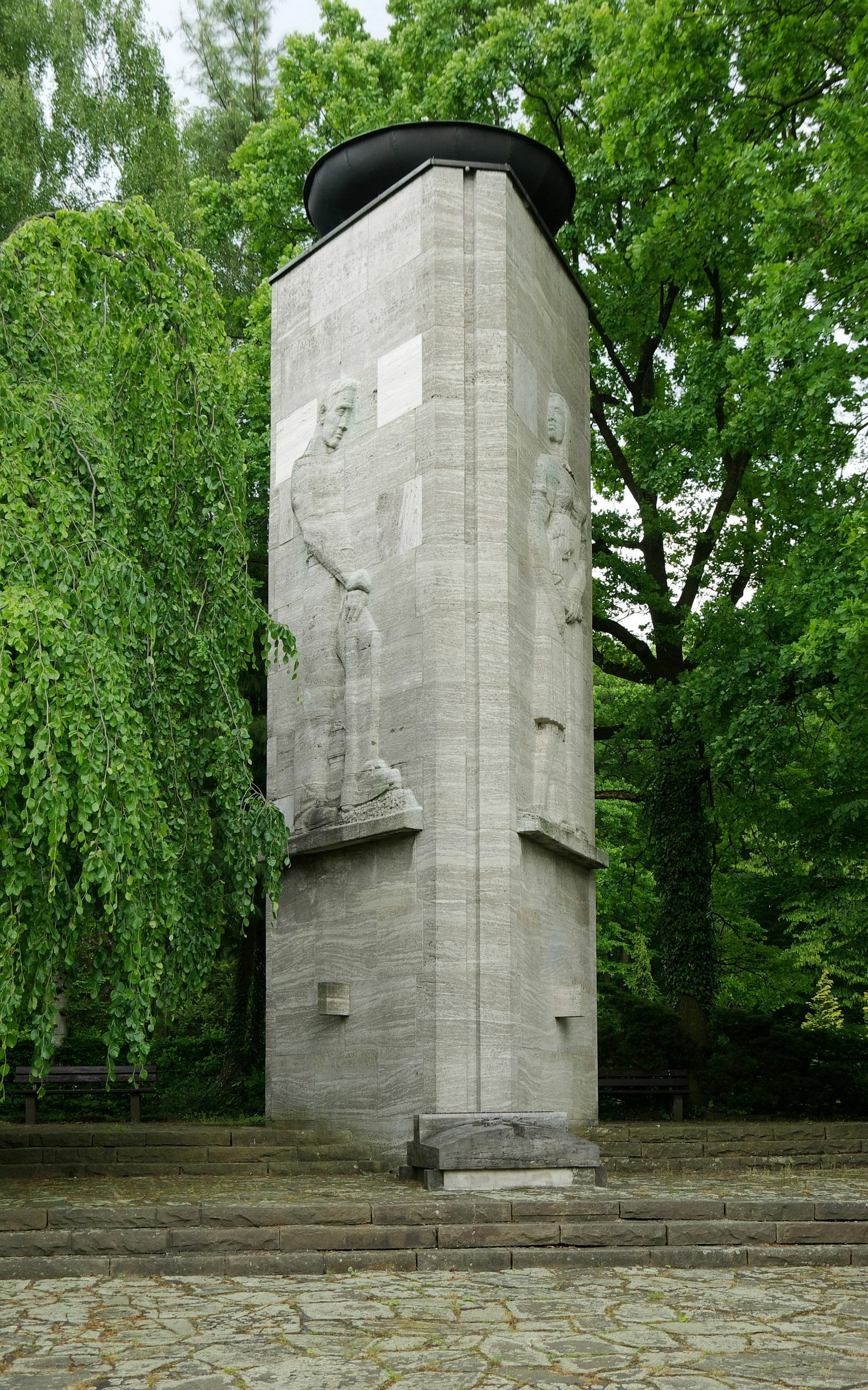
1946: Denkmal für die Opfer

- 1946: Bei einer Explosion in 930 m Tiefe in der Zeche Monopol Schacht Grimberg 3/4 in Bergkamen in Deutschland kommen 405 Menschen ums Leben. Es kann nicht herausgefunden werden, ob das schlimmste Grubenunglück in der deutschen Geschichte auf eine Schlagwetterexplosion oder eine Kohlenstaubexplosion zurückzuführen ist.
- 1966: Der Tanker Anne Mildred Brøvig verliert nach einer Kollision mit der britischen Pentland in der Nordsee bei Helgoland ca. 20.000 t Öl.
- 2002: Beim Eisenbahnunfall von Ayyat in Ägypten gibt es 383 Tote.
- 2003: In der US-amerikanischen Kleinstadt West Warwick verursacht die Brandkatastrophe im Nachtclub The Station den Tod von 100 Menschen, 230 werden verletzt.

Kleinere Unglücksfälle sind in den Unterartikeln von Katastrophe und in der Liste von Katastrophen aufgeführt.

### Natur und Umwelt

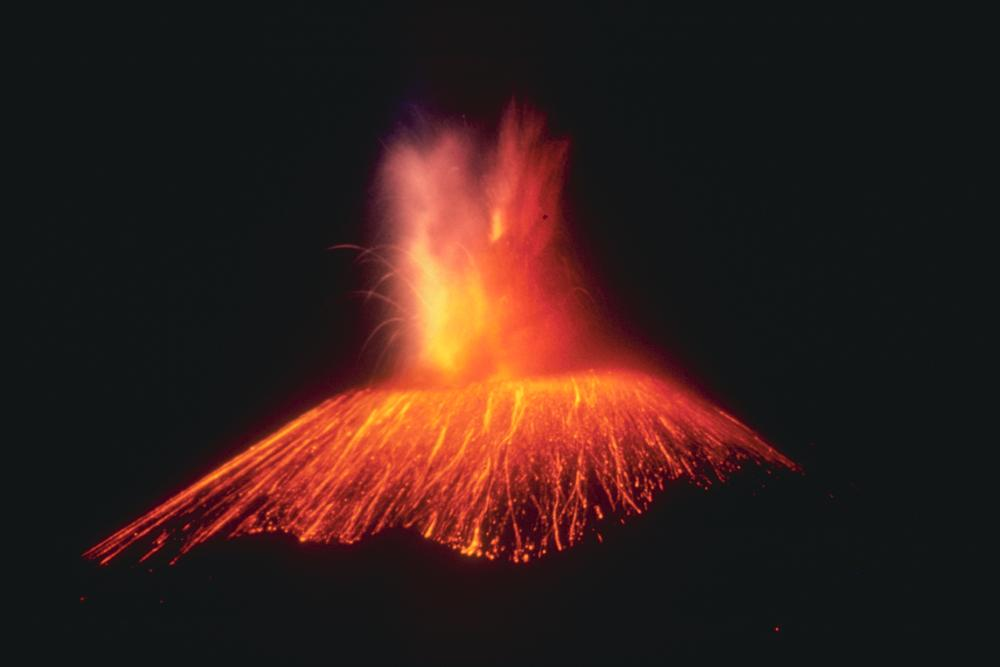
1943: Paricutín

- 1943: In Mexiko entsteht der Vulkan Paricutín. Nach einem Tag ist er 10 Meter hoch, nach drei Tagen 50 Meter, inzwischen 424 Meter.

### Sport
- 1976: Muhammad Ali gewinnt seinen Boxkampf und Weltmeistertitel im Schwergewicht gegen Jean-Pierre Coopman im Roberto Clemente Coliseum, Río Piedras, Puerto Rico, durch K.O.
- 1986: Der Medienunternehmer Silvio Berlusconi erwirbt die Aktienmehrheit am Fußballverein AC Mailand und wird dessen Präsident.
- 1998: Beim Eiskunstlaufbewerb der XVIII. Olympischen Winterspiele in Nagano gewinnt die 15-jährige US-Amerikanerin Tara Lipinski die Goldmedaille und wird damit die jüngste Olympiasiegerin aller Zeiten bei Winterspielen.
- 1999: Beim Mannschaftsspringen bei den Nordischen Ski-Weltmeisterschaften in Ramsau, Österreich, erringt die deutsche Mannschaft die Goldmedaille im Skispringen mit 1,9 Punkten Vorsprung auf Japan. Österreich wird Dritter.

Einträge von Leichtathletik-Weltrekorden befinden sich unter der jeweiligen Disziplin unter Leichtathletik.

## Geboren

### Vor dem 18. Jahrhundert
- 1375: Ruprecht Pipan, Kurprinz von der Pfalz
- 1469: Thomas Cajetan, italienischer Ordensgeneral der Dominikaner, Kardinal

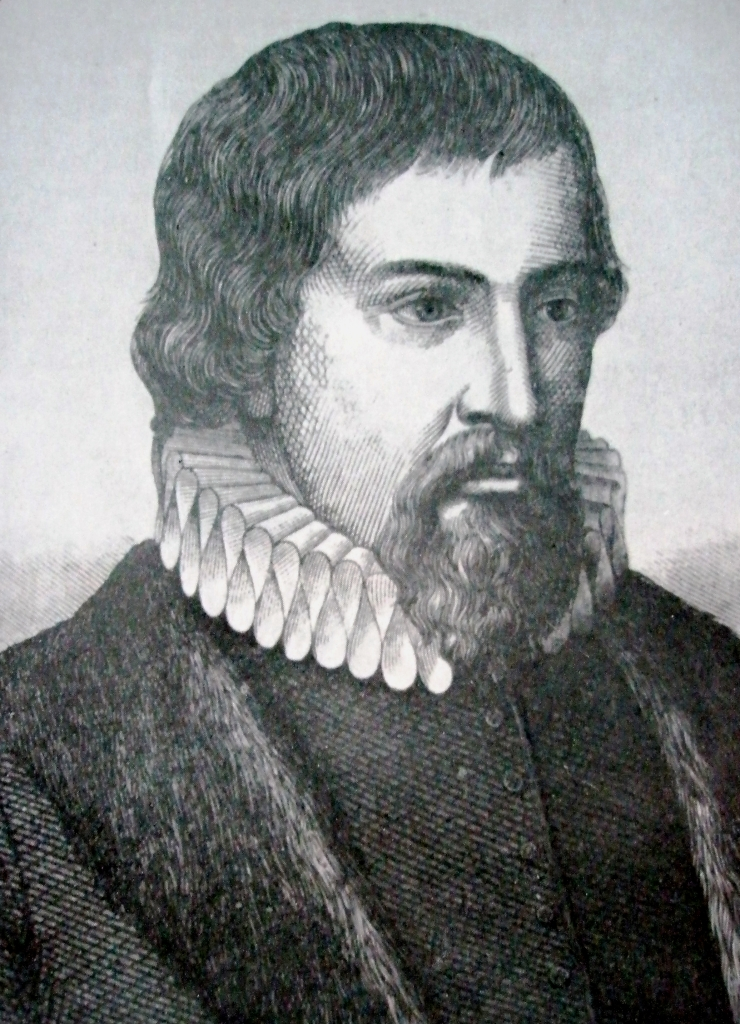
Jan Blahoslav (* 1523)

- 1523: Jan Blahoslav, tschechischer Humanist, Grammatiker und Komponist
- 1549: Francesco Maria II. della Rovere, Herzog von Urbino
- 1582: Valentin Riemer, deutscher Rechtswissenschaftler
- 1604: Arthur Capell, 1. Baron Capell of Hadham, englischer Adeliger, Politiker und Militär
- 1617: Detlev von Ahlefeldt, dänischer Offizier, Diplomat und Schriftsteller
- 1660: Leonhard Dientzenhofer, deutscher Baumeister und Architekt
- 1678: Johann Friedrich Riederer, deutscher Dichter
- 1680: Friedrich Wilhelm I. Adolf, Fürst von Nassau-Siegen
- 1698: Bernardo Tanucci, neapolitanischer Staatsmann

### 18. Jahrhundert
- 1705: Nicolas Chédeville, französischer Komponist und Oboist
- 1726: William Prescott, US-amerikanischer Oberst
- 1729: Fjodor Grigorjewitsch Wolkow, russischer Theaterregisseur und Amateurschauspieler
- 1733: Ahasverus van den Berg, niederländischer reformierter Theologe und Dichter
- 1734: Franz Ignaz Beck, deutscher Komponist
- 1734: Allard Hulshoff, niederländischer reformierter Theologe
- 1742: James Gandon, britischer Architekt
- 1745: Johann Peter Salomon, deutscher Violinist, Komponist, Dirigent und Musikimpresario (Taufdatum)
- 1746: Elisabeth Augusta Wendling, deutsche Opernsängerin
- 1748: Euchar Adam, deutscher Leiter des Generalvikariats im Bistum Eichstätt
- 1749: Georg Karl von Fechenbach, deutscher Bischof
- 1751: Stanisław Szczęsny Potocki, polnischer Magnat, Organisator der Konföderation von Targowica

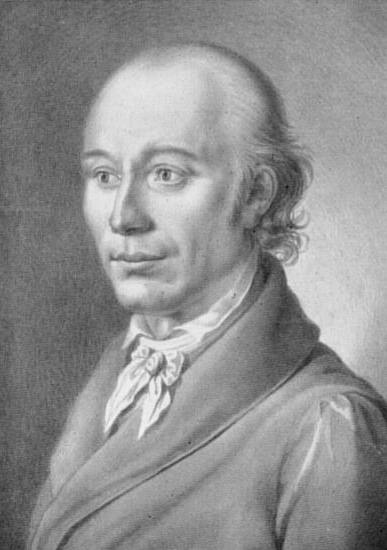
Johann Heinrich Voß (* 1751)

- 1751: Johann Heinrich Voß, deutscher Dichter und Übersetzer
- 1754: Stephen R. Bradley, Vermonter/US-amerikanischer Politiker
- 1759: Johann Christian Reil, deutscher Arzt (Stadtphysikus) und Professor in Halle und Berlin
- 1761: Ludwig Abeille, deutscher Pianist und Komponist
- 1764: Augusta von Goldstein, deutsche Schriftstellerin
- 1768: Vinzenz Ferrerius von Bianchi, Herzog von Casalanza, österreichischer General
- 1770: Jan August Vitásek, tschechischer Komponist und Pianist
- 1772: Isaac Chauncey, US-amerikanischer Marineoffizier
- 1775: Victor Guy Duperré, französischer Baron und Admiral
- 1779: Augustus Wall Callcott, britischer Maler
- 1784: Mathias Aberle, österreichischer Mediziner
- 1785: Karl von Hohenzollern-Sigmaringen, deutscher Adeliger
- 1789: Carl Gustav Jochmann, deutscher Publizist
- 1794: William Carleton, irischer Schriftsteller
- 1797: Johann Jakob Wolfensberger, Schweizer Maler

### 19. Jahrhundert

#### 1801–1850
- 1802: Charles-Auguste de Bériot, belgischer Geiger, Musikpädagoge und Komponist
- 1803: Friedrich Theodor Fröhlich, Schweizer Komponist

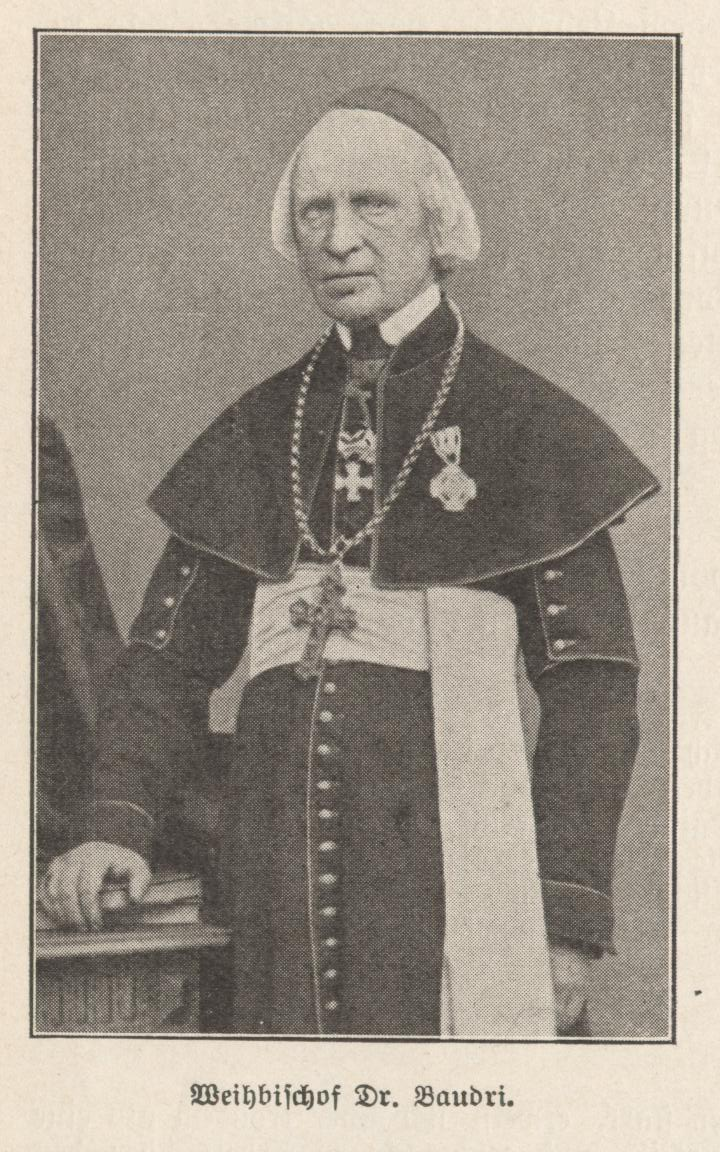
Johann Anton Friedrich Baudri (* 1804)

- 1804: Johann Anton Friedrich Baudri, Weihbischof und Generalvikar in Köln
- 1806: Johannes von Kuhn, deutscher Theologe
- 1810: Henri Martin, französischer Historiker und Politiker
- 1811: Henry Hastings Sibley, US-amerikanischer Politiker, Mitglied des US-Repräsentantenhauses für Wisconsin und Minnesota, Gouverneur von Minnesota
- 1812: Ludwig Steub, deutscher Schriftsteller
- 1819: Alfred Escher, Schweizer Politiker und Eisenbahnpionier
- 1819: Ludwig Simon, deutscher Politiker
- 1821: Nils Johan Andersson, schwedischer Botaniker
- 1825: Geoffrey Thomas Phipps Hornby, britischer Admiral
- 1828: Charles Wimar, deutsch-US-amerikanischer Maler
- 1829: Antonio Guzmán Blanco, venezolanischer General und Politiker, Staatspräsident
- 1830: Charles-Émile Tissot, Schweizer Uhrenfabrikant

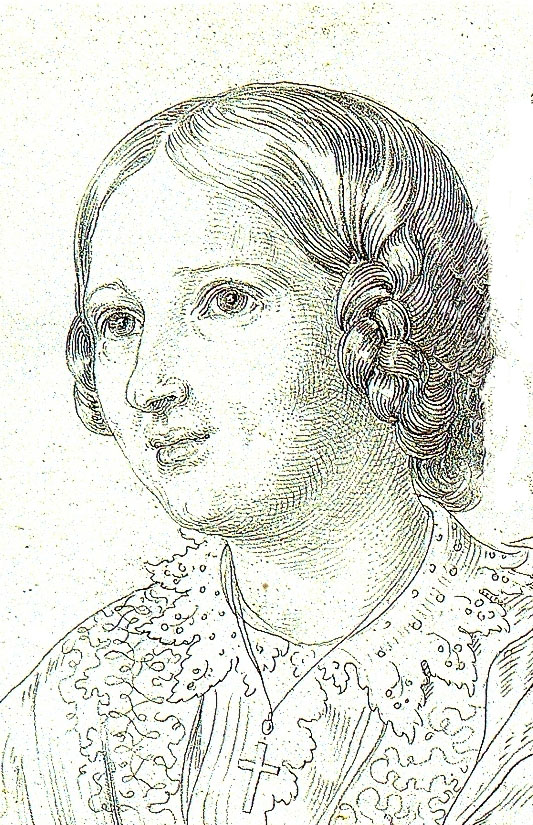
Eleonore zu Stolberg-Wernigerode (* 1835)

- 1835: Eleonore zu Stolberg-Wernigerode, deutsche Liederdichterin
- 1842: Joseph Victor Widmann, Schweizer Schriftsteller und Journalist
- 1843: Emmerich Andresen, deutscher Bildhauer und Porzellangestalter
- 1844: Joshua Slocum, kanadischer Seemann und Reiseschriftsteller
- 1844: Ludwig Boltzmann, österreichischer Physiker
- 1844: Mihály von Munkácsy, ungarischer Maler
- 1845: Georg Andresen, deutscher Pädagoge und Altphilologe
- 1849: Iwan Geschow, bulgarischer Politiker und Ministerpräsident
- 1850: Wilhelm Braune, deutscher Germanist

#### 1851–1900
- 1851: Ernst von Heydebrand und der Lasa, deutscher Jurist und Politiker, MdR
- 1851: Richard Weitbrecht, deutscher Theologe und Schriftsteller
- 1852: Charles Erskine Scott Wood, US-amerikanischer Offizier, Anwalt und Schriftsteller

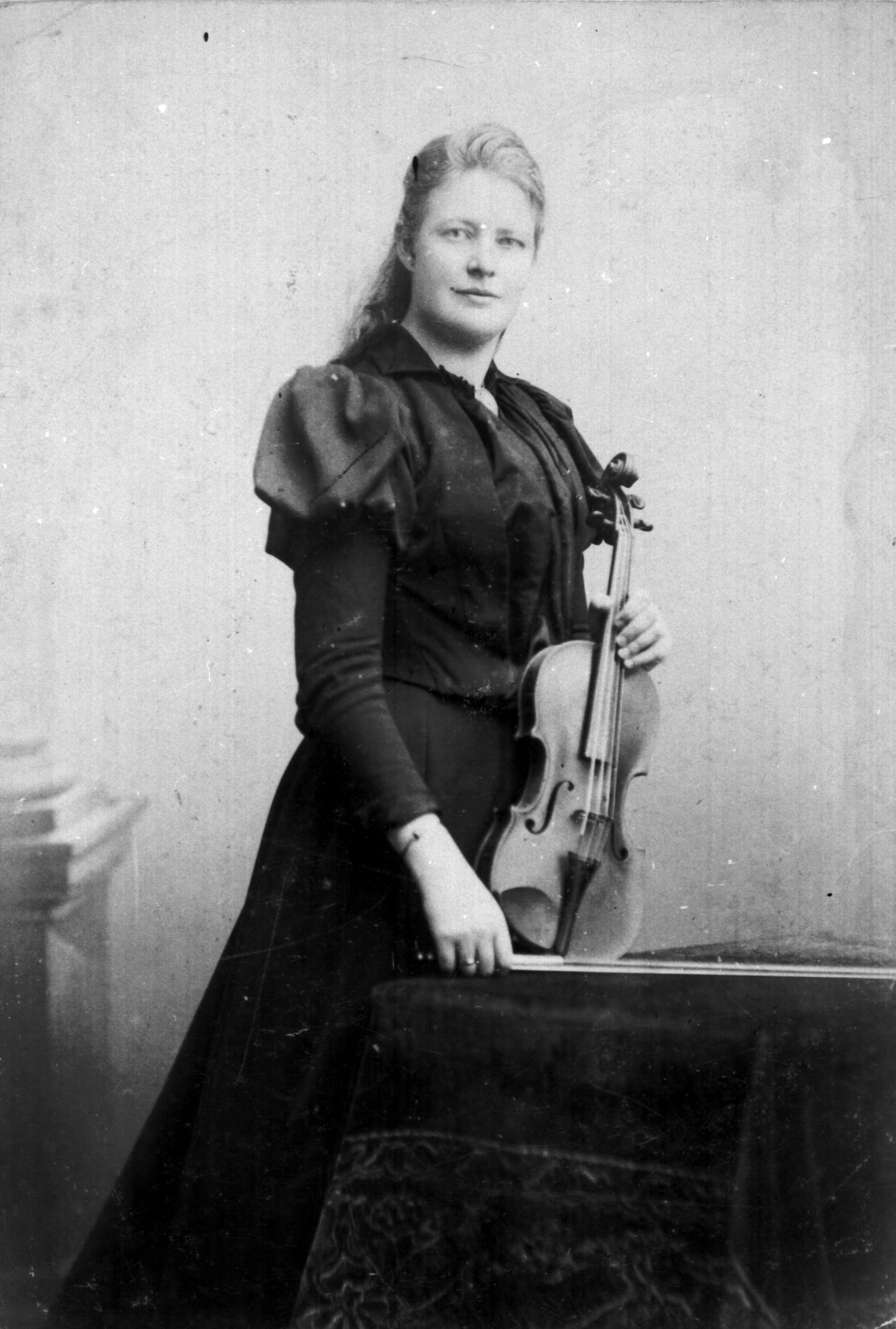
Amanda Röntgen-Maier (* 1853)

- 1853: Amanda Röntgen-Maier, schwedische Violinistin und Komponistin
- 1856: Jean Fernand-Lafargue, französischer Schriftsteller
- 1858: Howard Atwood Kelly, US-amerikanischer Gynäkologe

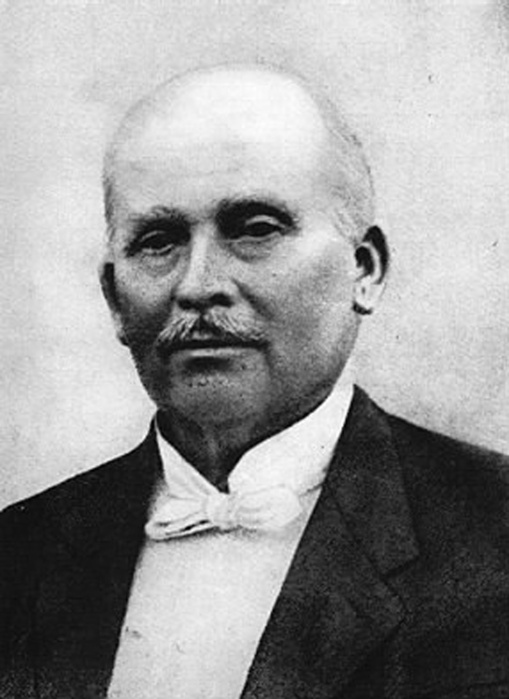
Matyáš Lerch (* 1860)

- 1860: Matyáš Lerch, tschechischer Mathematiker
- 1866: Carl Westman, schwedischer Architekt
- 1867: Dionisio Anzilotti, italienischer Jurist
- 1868: Richard Hesse, deutscher Zoologe
- 1874: Alfredo Bevilacqua, argentinischer Tangomusiker
- 1874: Otto Lauffer, deutscher Volkskundler und Kulturhistoriker
- 1874: Felix Oppenheimer, österreichischer Schriftsteller
- 1875: Marie Marvingt, französische Pilotin
- 1876: Fjodor Akimenko, ukrainisch-russischer Komponist, Pianist und Musikpädagoge
- 1876ː Hertha von Hagen, österreichische Schauspielerin
- 1878: Gustav Rau, deutscher Hürdenläufer
- 1880: Otto Christman, kanadischer Fußballspieler
- 1880: Jacques d’Adelswärd-Fersen, französischer Aristokrat, Autor und Dichter
- 1882: Margarethe Faas-Hardegger, Schweizer Frauenrechtlerin und Gewerkschafterin
- 1882: Anny Hannewald, deutsche Schauspielerin
- 1883: Lucie Höflich, deutsche Schauspielerin
- 1885: Zdeňka Baldová, tschechische Schauspielerin
- 1885: Otto Meyer-Amden, Schweizer Maler und Grafiker

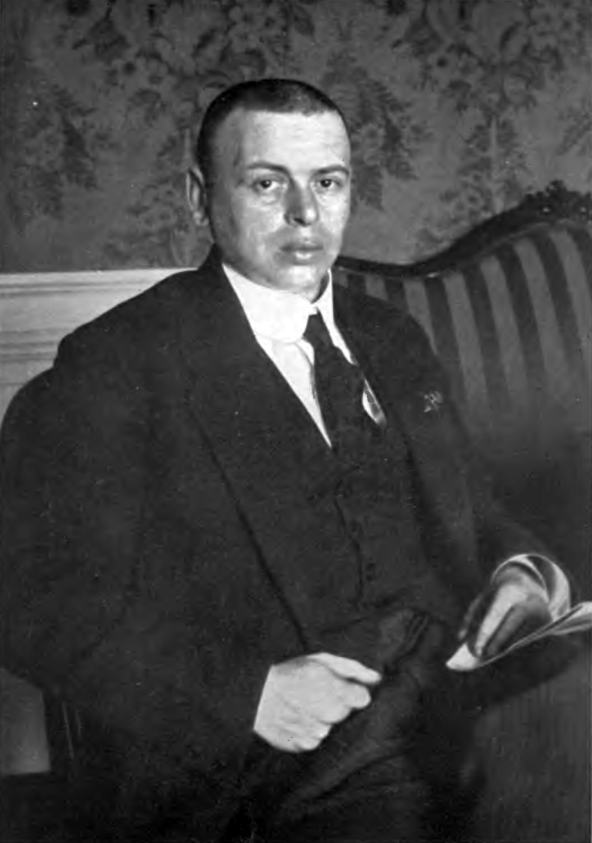
Béla Kun (* 1886)

- 1886: Béla Kun, ungarischer Politiker
- 1887: Evelyn Faltis, österreichische Komponistin und Korrepetitorin
- 1888: Wassyl Barwinskyj, ukrainischer Komponist, Pianist, Musikkritiker und -lehrer sowie Dirigent
- 1888: Georges Bernanos, französischer Schriftsteller
- 1889: Lewko Rewuzkyj, ukrainischer Komponist
- 1890: Ferdinand Herbst, deutscher evangelischer Theologe
- 1890: Georg Thomas, deutscher General
- 1892: Ernest Thompson, US-amerikanischer Old-Time-Musiker
- 1894: Curt Corrinth, deutscher Lyriker, Romancier, Dramatiker und Drehbuchautor
- 1894: Jarosław Iwaszkiewicz, polnischer Schriftsteller
- 1894: Rudolf Jehle, Liechtensteiner Sportschütze
- 1895: Heinz Hentschke, deutscher Schauspieler, Autor, Operetten-Librettist und Theaterdirektor
- 1895: Hulda Pankok, deutsche Journalistin und Verlegerin, Gerechte unter den Völkern
- 1895: Karl Pinnow, deutscher Widerstandskämpfer gegen den Nationalsozialismus
- 1895: Louis Zborowski, britischer Automobilrennfahrer und -ingenieur
- 1896: Henri de Lubac, deutscher Theologe und Jesuit
- 1896: Olindo Raggi, italienischer Motorradrennfahrer
- 1897: Hans von Ahlfen, deutscher Militär
- 1897: Gerhart Eisler, österreichisch-deutscher Journalist und Politiker in der DDR
- 1897: Johannes Weyrauch, deutscher Komponist und Kantor
- 1898: Jimmy Yancey, US-amerikanischer Musiker
- 1899: Emmy Meyer-Laule, deutsche Politikerin, MdB

### 20. Jahrhundert

#### 1901–1925
- 1901: César Geoffray, französischer Komponist und Chorleiter
- 1901: Hans Meyboden, deutscher Maler
- 1901: Franz Wanderer, deutscher Marathonläufer

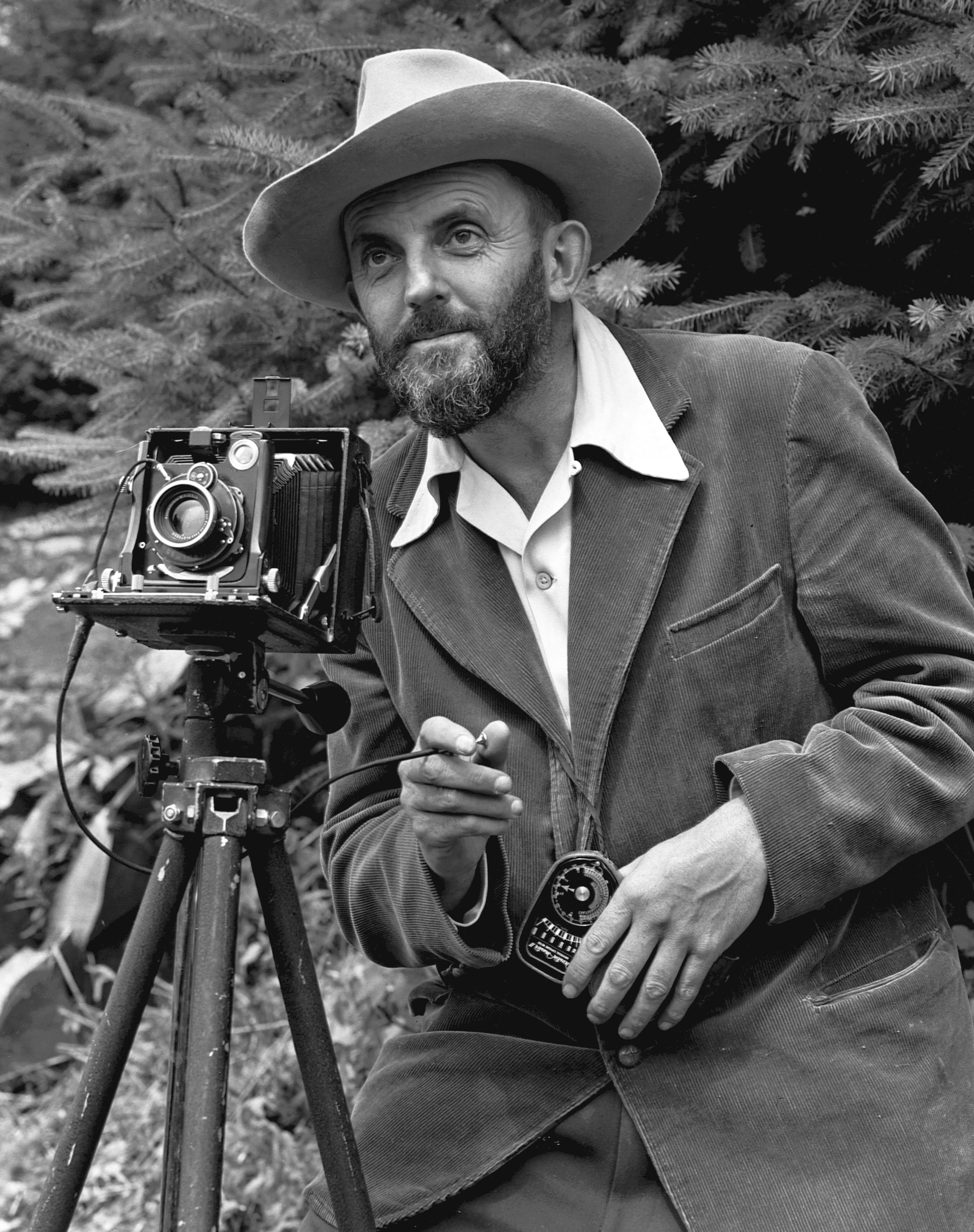
Ansel Adams (* 1902)

- 1902: Ansel Adams, US-amerikanischer Fotograf
- 1902: Ludwig Adenauer, deutscher Beamter
- 1902: Émile Fouchard, französischer Politiker und Résistant
- 1902: Bertus Freese, niederländischer Fußballspieler
- 1902: Wilhelm Guddorf, deutscher Journalist und Widerstandskämpfer gegen den Nationalsozialismus
- 1903: Karel Janeček, tschechischer Komponist, Musikpädagoge und -theoretiker
- 1903: Ella Maillart, Schweizer Sportlerin und Reiseschriftstellerin
- 1903: Joseph Schröffer, deutscher Priester, Theologe, Bischof von Eichstätt und Kurienkardinal
- 1904: Herbert Brownell jr., US-amerikanischer Politiker und Justizminister
- 1905ː Margaretha Brongersma-Sanders, niederländische Geochemikerin, Geobiologin, Ozeanographin und Paläontologin
- 1905: Herminio Giménez, paraguayischer Komponist
- 1906: John Hibbett DeWitt, US-amerikanischer Elektroingenieur
- 1906: Gale Gordon, US-amerikanischer Schauspieler
- 1907: Malcolm Atterbury, US-amerikanischer Schauspieler
- 1907: Nadine Conner, US-amerikanische Sängerin
- 1907: Erich Klabunde, deutscher Politiker, MdL, MdB
- 1907: Ernst Schellenberg, deutscher Politiker, MdB
- 1908: Jean-Marie Beaudet, kanadischer Dirigent, Pianist und Organist
- 1908: Alexander Elbrächter, deutscher Politiker, MdB, MdEP
- 1908: Heino Gaze, deutscher Komponist und Texter
- 1908: Manon Hahn, deutsche Kostümbildnerin
- 1909: Franz Hildebrandt, deutscher Pastor und Theologe
- 1909: Grigori Jakowlewitsch Bachtschiwandschi, sowjetischer Testpilot
- 1909: Heinz Erhardt, deutscher Komiker, Musiker, Entertainer, Schauspieler und Dichter
- 1909: Lorenzo Alvary, US-amerikanischer Opernsänger (Bass)
- 1911: Robert McBride, US-amerikanischer Komponist
- 1911: Peter Paul, deutscher Schauspieler
- 1911: Hans Scholz, deutscher Schriftsteller, Journalist und Maler
- 1911: Georges Schwartz, französischer Autorennfahrer
- 1912: Pierre Boulle, französischer Schriftsteller
- 1912: Muriel Humphrey, US-amerikanische Senatorin und Vizepräsidentengattin (Second Lady)
- 1913: Abd ar-Rahman al-Bazzaz, irakischer Politiker
- 1913: Rolf Italiaander, deutsch-niederländischer Autor
- 1914: Arnold Denker, US-amerikanischer Schachspieler
- 1914: Hans Pischner, deutscher Cembalist und Musikwissenschaftler
- 1915: Hans Christian Blech, deutscher Schauspieler
- 1915: Danuta Szaflarska, polnische Schauspielerin
- 1916: Mia Čorak Slavenska, kroatisch-US-amerikanische Tänzerin
- 1916: Julius Juzeliūnas, litauischer Komponist und Musikpädagoge
- 1917: Josef Haiböck, österreichischer General
- 1917: Rémy Schläppy, Schweizer Lehrer und Politiker
- 1918: Lukas Aurednik, österreichischer Fußballspieler
- 1918: Lorand Fenyves, US-amerikanischer Geiger und Musikpädagoge ungarisch-jüdischer Herkunft
- 1919: Jesco von Puttkamer, deutscher Publizist und Diplomat
- 1920: Karl Albrecht, deutscher Unternehmer, Mitgründer der Aldi-Gruppe, reichster Mann Deutschlands
- 1920: Jewgeni Fjodorowitsch Dragunow, sowjetischer Waffenkonstrukteur
- 1920: Senta Kapoun, österreichische Übersetzerin
- 1920: Kathleen Cavendish, Schwester von John F. Kennedy
- 1920: Bob Richards, US-amerikanischer Stabhochspringer, Olympiasieger
- 1921: Les Anderson, US-amerikanischer Country-Musiker
- 1921: Robert Andras, kanadischer Unternehmer und Politiker
- 1921: Packiam Arokiaswamy, indischer Erzbischof

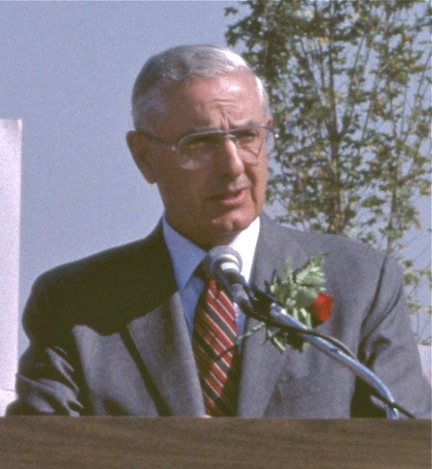
Victor G. Atiyeh (* 1923)

- 1923: Victor G. Atiyeh, US-amerikanischer Politiker
- 1923: Forbes Burnham, guyanischer Politiker, Staatspräsident
- 1923: Ebbe Weiss-Weingart, deutsche Schmuckdesignerin
- 1924: Jürgen Runzheimer, deutscher Historiker, Heimatforscher und Buchautor
- 1924: Zehdi Labib Terzi, palästinensischer Politiker und Diplomat
- 1924: Gloria Laura Vanderbilt, US-amerikanische Schauspielerin
- 1925: Hans Urwyler, Stammapostel der Neuapostolischen Kirche
- 1925: Robert Altman, US-amerikanischer Regisseur, Autorenfilmer und Fernsehproduzent
- 1925: Rivka Basman Ben-Hayim, jüdische Lyrikerin
- 1925: Heinz Kluncker, deutscher Gewerkschafter, Vorsitzender  der ÖTV
- 1925: Gianfranco Parolini, italienischer Filmregisseur

#### 1926–1950
- 1926: Bobby Jaspar, belgischer Jazzmusiker
- 1926: Richard Matheson, US-amerikanischer SF- und Drehbuchautor
- 1926: Ken Olsen, US-amerikanischer Ingenieur und Gründer von Digital Equipment Corporation (DEC)
- 1926: Bob Richards, US-amerikanischer Leichtathlet
- 1926: Hans Timmermann, deutscher Regisseur, Schauspieler und Übersetzer
- 1927: Gerhard Audorf, deutscher Leichtathlet und Bauingenieur
- 1927: Heinz Aulfes, deutscher Politiker
- 1927: Marie-Claire Barth-Frommel, schweizerische evangelisch-reformierte Theologin
- 1927: Carl Damm, deutscher Politiker und MdB
- 1927: Aloys Felke, deutscher Unternehmer und Politiker, MdL
- 1927: Ibrahim Ferrer, kubanischer Musiker
- 1927: Hubert de Givenchy, französischer Modeschöpfer

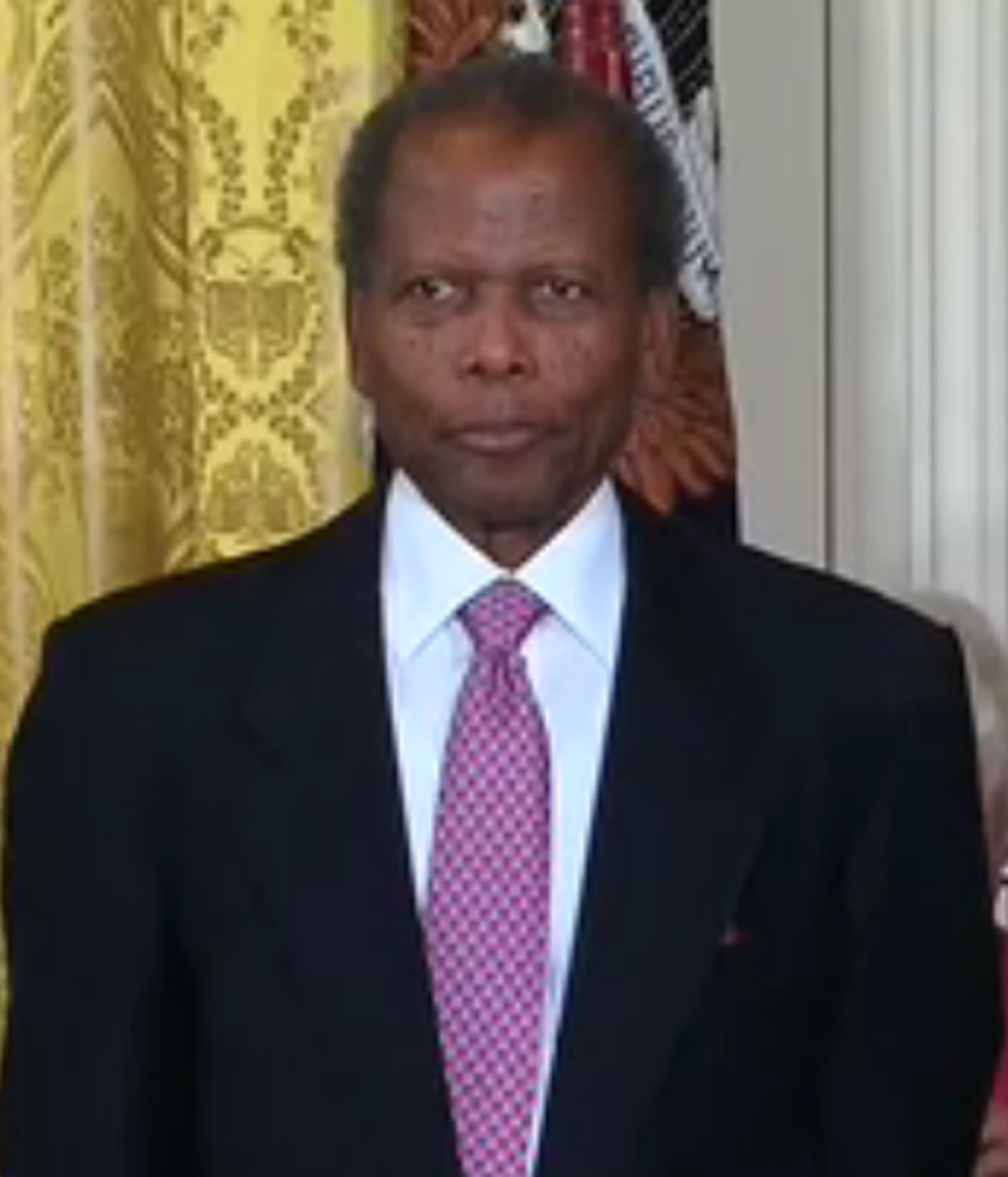
Sidney Poitier (* 1927)

- 1927: Sidney Poitier, bahamaisch-US-amerikanischer Schauspieler und Regisseur, erster afroamerikanischer Oscar-Preisträger für eine Hauptrolle
- 1928: Osvaldo Berlingieri, argentinischer Tangopianist und -komponist

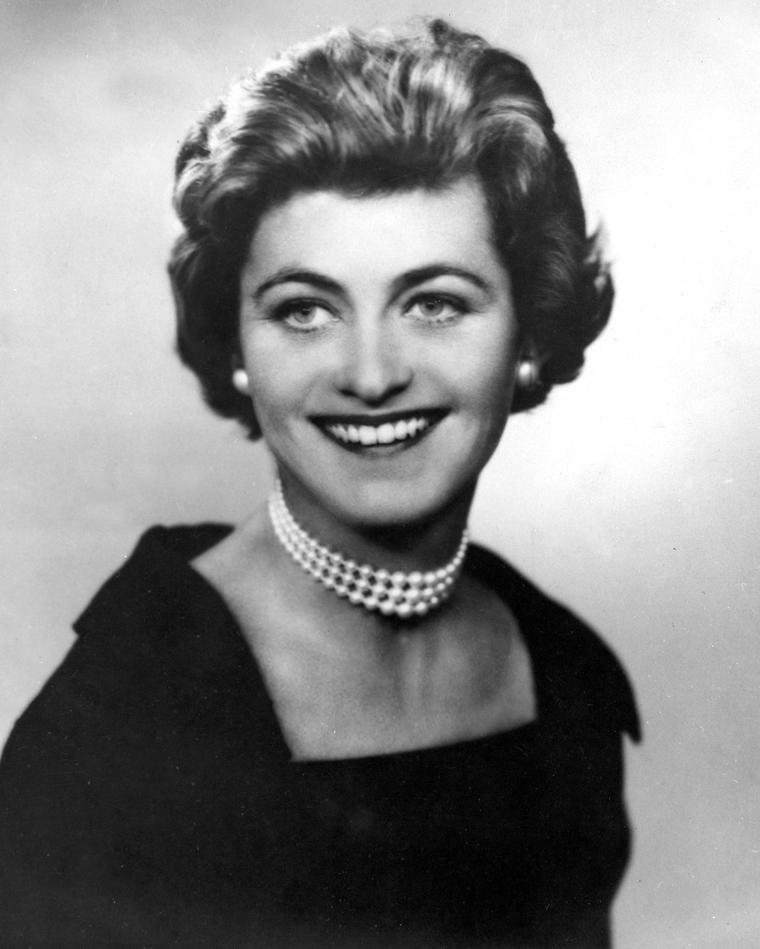
Jean Kennedy (* 1928)

- 1928: Jean Kennedy Smith, US-amerikanische Diplomatin
- 1928: Erik Larsen, dänischer Ruderer
- 1928: Friedrich Wetter, deutscher Priester und Theologe, Bischof von Speyer, Erzbischof von München-Freising, Kardinal

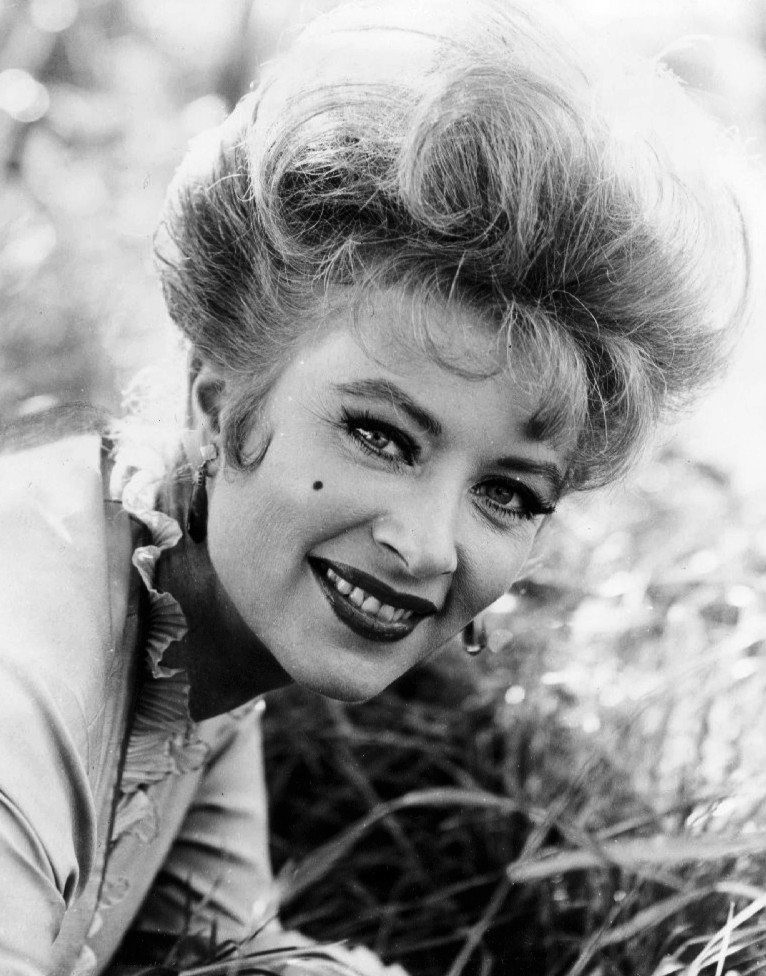
Amanda Blake (* 1929)

- 1929: Amanda Blake, US-amerikanische Schauspielerin
- 1929: Friedrich von Huene, US-amerikanischer Blockflötenbauer
- 1929: Siegfried Jordan, deutscher Komponist, Texter, Arrangeur, Musiker, Sänger, Orchesterleiter, Redakteur, Moderator und Produzent
- 1929: Toshirō Mayuzumi, japanischer Komponist und Professor
- 1929: Floralba del Monte, dominikanische Pianistin und Musikpädagogin
- 1929: Albin Rogelj, jugoslawischer Skispringer
- 1929: Peter Schubert, deutscher Maler
- 1929: Uriella, Schweizer Führerin des Ordens Fiat Lux
- 1930: Lauri Bergqvist, finnischer Skilangläufer
- 1930: Pierre Gabaye, französischer Komponist
- 1931: Harold Keck, US-amerikanischer Autorennfahrer

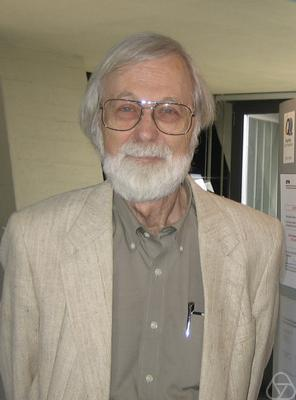
John Willard Milnor (* 1931)

- 1931: John Willard Milnor, US-amerikanischer Professor für Mathematik
- 1932: Karl Veit Riedel, deutscher Volkskundler und Theaterwissenschaftler
- 1933: Charles Kynard, US-amerikanischer Kirchenorganist und Hammond-Orgel-Spieler  (Soul-Jazz)
- 1933: Humberto Maschio, argentinisch-italienischer Fußballspieler
- 1934: Dieter Augustin, deutscher Schauspieler
- 1934: Danny Mummert, US-amerikanischer Schauspieler
- 1934: Bobby Unser, US-amerikanischer Autorennfahrer
- 1934: Kurt Wölfflin, österreichischer Schriftsteller
- 1935: Ellen Gilchrist, US-amerikanische Schriftstellerin
- 1935: Gottfried Tröger, deutscher Politiker, MdL, MdB
- 1936: Lars Arnesson, schwedischer Fußballspieler und -trainer
- 1936: Larry Hovis, US-amerikanischer Schauspieler und Sänger
- 1936: Ietje Paalman-de Miranda, surinamisch-niederländische Mathematikerin und Hochschullehrerin, erste weibliche ordentliche Professorin an der Universiteit van Amsterdam
- 1937: David Acevedo, argentinischer Fußballspieler
- 1937: Nancy Wilson, US-amerikanische Sängerin

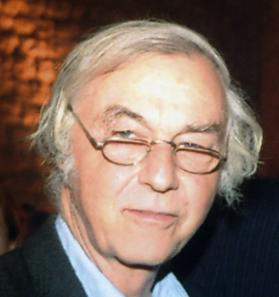
Robert Huber (* 1937)

- 1937: Robert Huber, deutscher Chemiker, Nobelpreisträger
- 1938: Richard Beymer, US-amerikanischer Schauspieler
- 1938: Inocêncio Cani, guinea-bissauischer Offizier, gilt als Mörder des  kap-verdischen Politikers Amílcar Cabrals
- 1938: Inge Lønning, norwegischer Theologe und Politiker
- 1938: Klaus Niemuth, deutscher Fußballspieler und -trainer
- 1939: Gerhard Zickenrott, deutscher Gewerkschafter und Politiker
- 1940: Rudolf Edlinger, österreichischer Politiker
- 1940: Christoph Eschenbach, deutscher Pianist und Dirigent
- 1940: Jimmy Greaves, englischer Fußballspieler
- 1941: Alexander Gauland, deutscher Jurist, Publizist und Politiker
- 1941: Siegfried „Sigi“ Hupfauer, deutscher Bergsteiger
- 1941: Dave Manders, US-amerikanischer American-Football-Spieler
- 1941: Buffy Sainte-Marie, kanadische Sängerin und Songschreiberin
- 1942: Phil Esposito, kanadischer Eishockeyspieler
- 1942: Mitch McConnell, US-amerikanischer Senator
- 1942: Claude Miller, französischer Filmregisseur und Drehbuchautor
- 1942: Chiclete, brasilianischer Fußballspieler
- 1943ː Hedwig Emmert, in der Schweiz tätige deutsche Malerinin und Glaskünstlerin

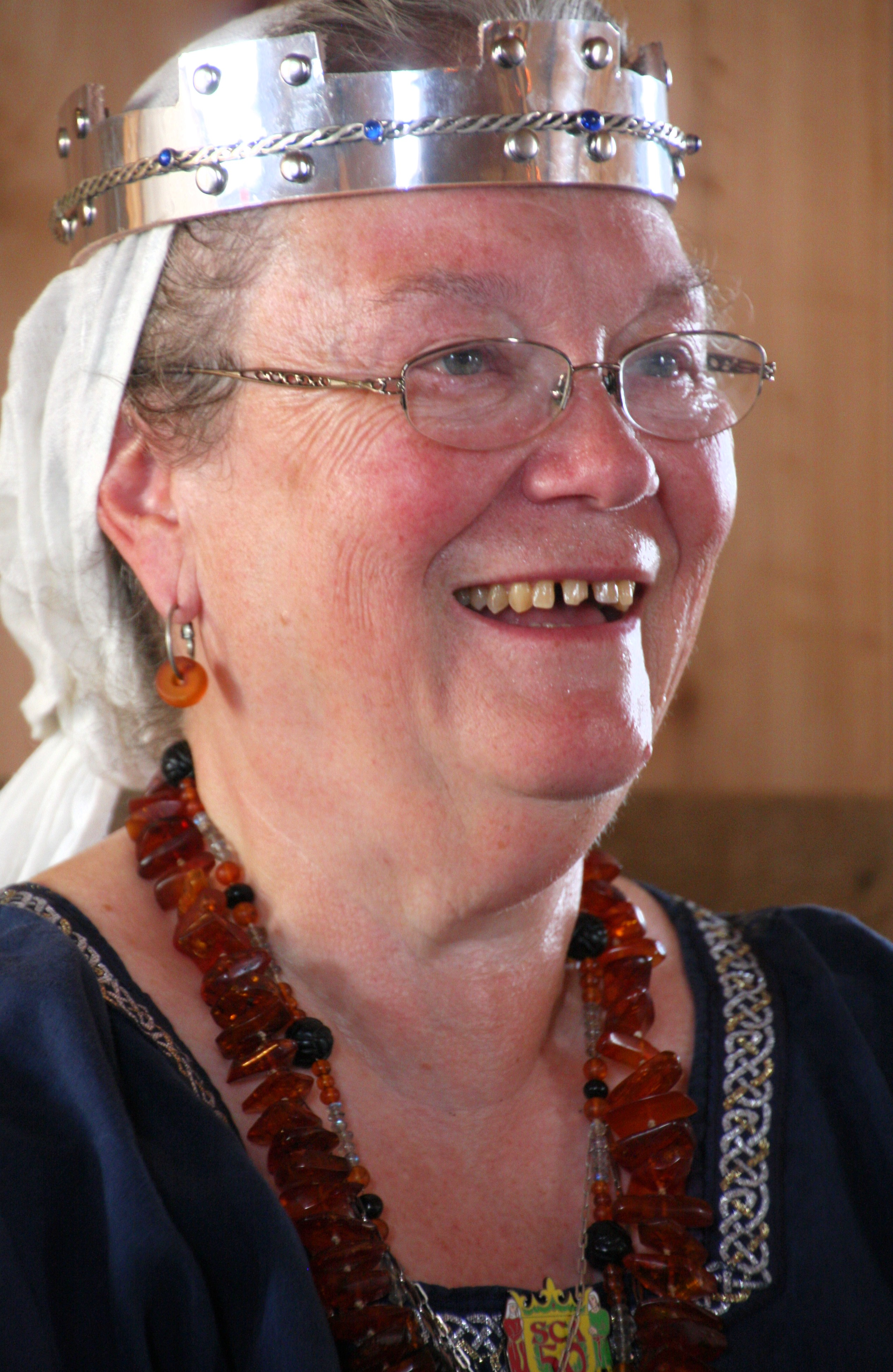
Diana L. Paxson (* 1943)

- 1943: Diana L. Paxson, US-amerikanische Schriftstellerin
- 1943: Mike Leigh, britischer Theater- und Film-Autor, Regisseur
- 1944: Adam Lisewski, polnischer Fechter
- 1944: Christian Pfeiffer, deutscher Kriminologe und Politiker, Landesminister
- 1944: Lew Soloff, US-amerikanischer Jazztrompeter
- 1944: Willem van Hanegem, niederländischer Fußballspieler und -trainer
- 1945: Jürg Acklin, Schweizer Psychoanalytiker und Schriftsteller
- 1945: Johannes Biebl, deutscher Rockmusiker und Sänger
- 1945: Bärbel Braun, deutsche Handballspielerin
- 1945: Brion James, US-amerikanischer Schauspieler

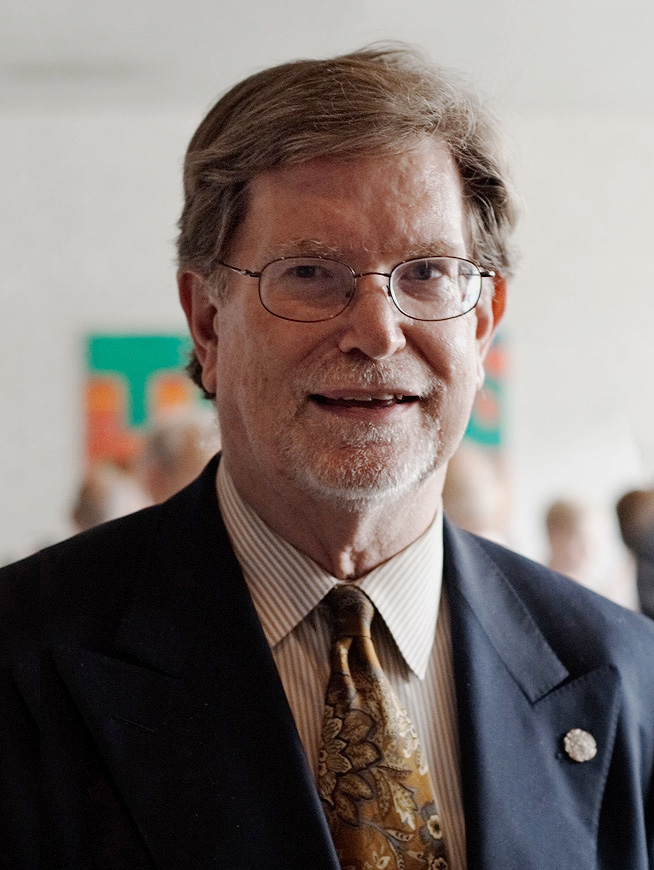
George F. Smoot (* 1945)

- 1945: Roland Leistner-Mayer, ist ein deutscher Komponist
- 1945: George Smoot, US-amerikanischer Astrophysiker, Nobelpreisträger
- 1946: Brenda Blethyn, britische Schauspielerin
- 1946: J. Geils, US-amerikanischer Musiker (J. Geils Band)
- 1947: Henry Hübchen, deutscher Film- und Theater-Schauspieler
- 1947: Peter Strauss, US-amerikanischer Schauspieler
- 1948: Christopher Pissarides, zyprisch-britischer Wirtschaftswissenschaftler
- 1949: Mario Lega, italienischer Motorradrennfahrer
- 1949: Bernhard Suttner, deutscher Politiker
- 1949: Ivana Trump, tschechisch-US-amerikanische Unternehmerin, Skifahrerin und Model
- 1949: Stefan Waggershausen, deutscher Sänger, Komponist und Autor
- 1950: Bernhard R. Appel, deutscher Musikwissenschaftler
- 1950: Ruslan Nuralijewitsch Aschuralijew, sowjetischer Ringer
- 1950: Walter Becker, US-amerikanischer Musiker (Steely Dan)
- 1950: Jean-Paul Dubois, französischer Schriftsteller
- 1950: Tony Wilson, britischer Musikmanager, Nachtclubbetreiber und TV-Journalist

#### 1951–1975

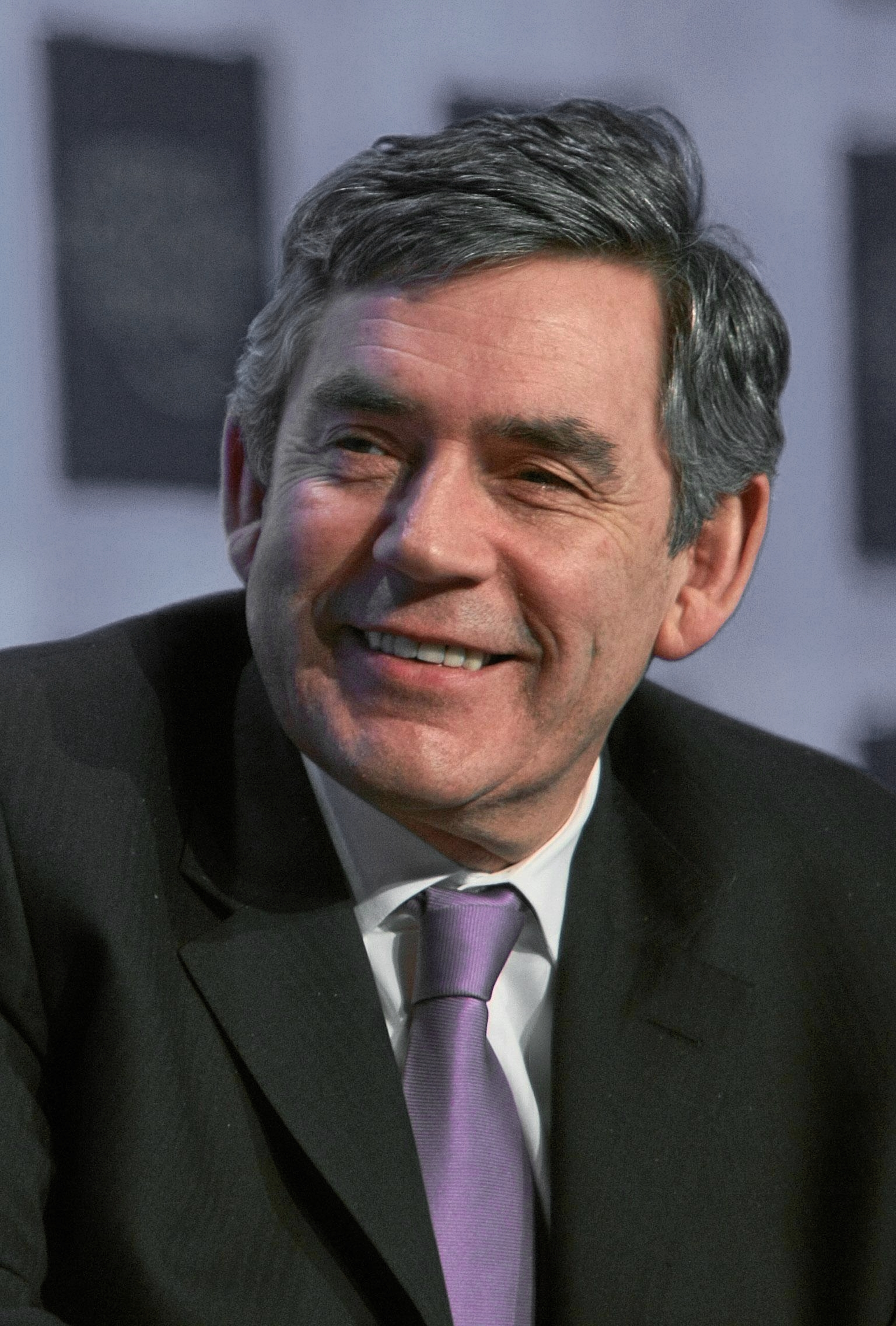
Gordon Brown (* 1951)

- 1951: Gordon Brown, britischer Politiker, Schatzmeister, Premierminister
- 1951: Randy California, US-amerikanischer Rock-Gitarrist
- 1951: Günter Jankowiak, deutscher Schauspieler und Dramatiker
- 1951: Heidemarie Wright, deutsche Politikerin, MdB
- 1952: Udo Böbel, deutscher Handballspieler und Handballtrainer
- 1952: Abdalá Bucaram, ecuadorianischer Rechtsanwalt und Staatspräsident
- 1952: Hans-Jürgen Irmer, deutscher Politiker, MdL
- 1953: Riccardo Chailly, italienischer Dirigent
- 1953: Cindy McTee, US-amerikanische Komponistin und Musikpädagogin
- 1953: Reinhard van der Heusen, deutscher Handballspieler
- 1954: Michael Alpert, US-amerikanischer Klezmersänger und Interpret jiddischer Musik, Multiinstrumentalist, Tänzer und Komponist
- 1954ː Deborah Berke, US-amerikanische Architektin

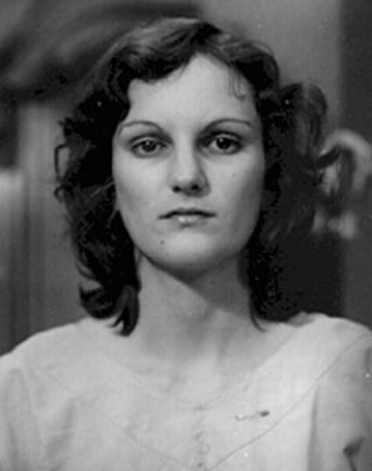
Patty Hearst (* 1954)

- 1954: Patty Hearst, US-amerikanische Schauspielerin und Terroristin
- 1954: Abida Parveen, pakistanische Sängerin und Musikerin
- 1955: Bryan Gregory, US-amerikanischer Musiker
- 1955: Bärbel Grygier, deutsche Politikerin, MdB
- 1955: Tim Lee-Davey, britischer Rennfahrer und Rennstallbesitzer

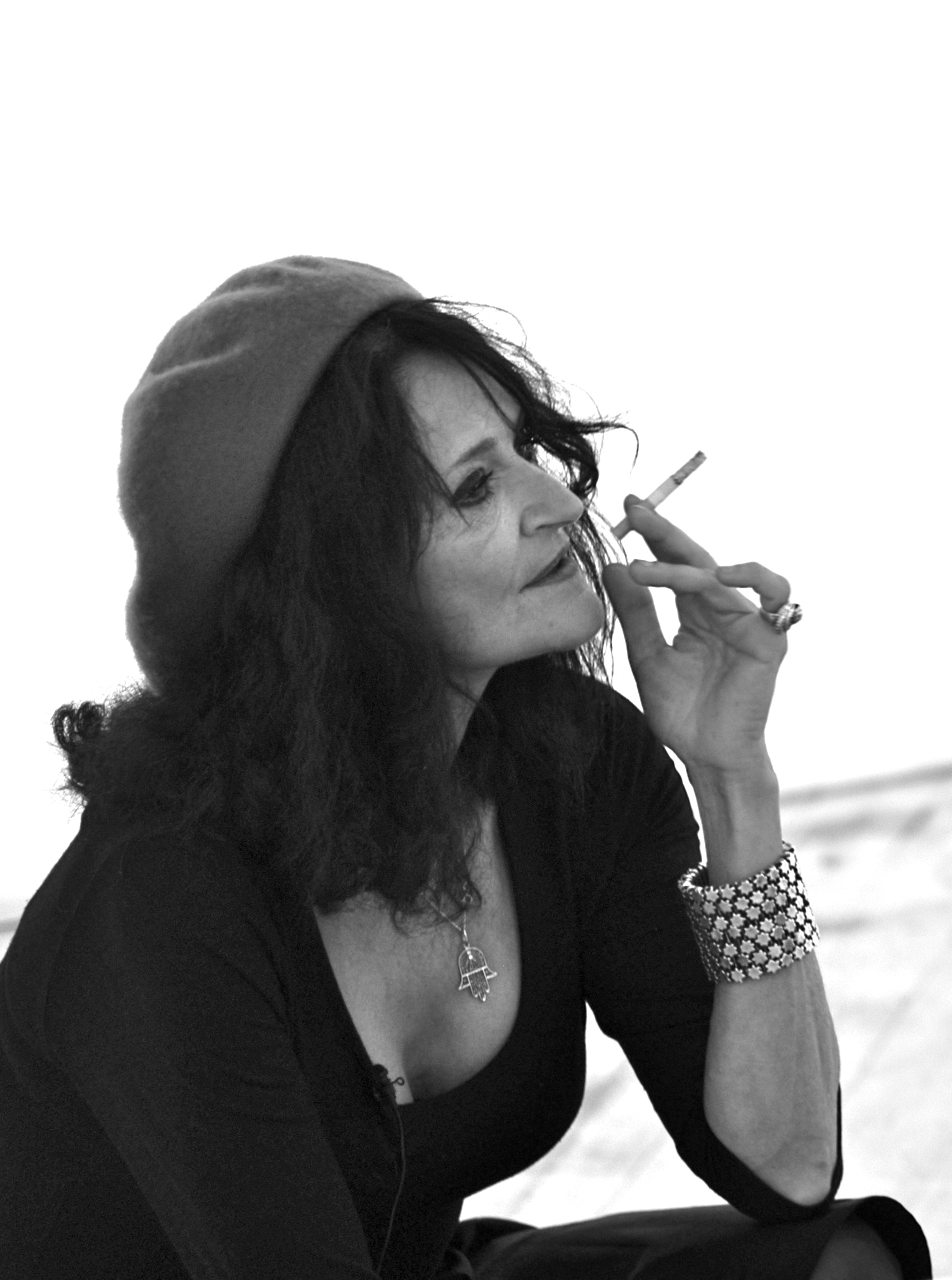
Miss.Tic (* 1956)

- 1956: Miss.Tic, französische Lyrikerin, Streetart- und Performancekünstlerin
- 1956: Romana Vaccaro, deutsche Sopranistin
- 1957: Mario Grech, maltesischer Bischof und Kurienkardinal
- 1958: Sabine Kaack, deutsche Schauspielerin
- 1958: James Wilby, britischer Schauspieler
- 1960: Paul Arpin, französischer Langstreckenläufer
- 1960: Tatjana Kruse, deutsche Schriftstellerin
- 1960: Hardy Mertens, niederländischer Komponist und Dirigent
- 1961: Steffen Bukold, deutscher Wirtschaftswissenschaftler
- 1961: Mark Kvamme, US-amerikanischer Unternehmer und Autorennfahrer
- 1961: Emanuela von Frankenberg, Schweizer Schauspielerin und Sängerin (Sopran)
- 1961: Imogen Stubbs, britische Schauspielerin
- 1963: Charles Barkley, US-amerikanischer Basketballspieler
- 1963: Ian Brown, britischer Musiker
- 1963: Aymo Brunetti, Schweizer Ökonom
- 1963: Oliver Mark, deutscher Fotograf
- 1963: Joakim Nyström, schwedischer Tennisspieler
- 1964: Juan Manuel González Sandoval, mexikanischer Bischof
- 1964: Young-su An, südkoreanischer Boxer
- 1964: Jean-Marc Bacquin, französischer Freestyle-Skier
- 1964: Philipp Fankhauser, Schweizer Musiker und Songwriter
- 1964: Jacqueline van Rozendaal, niederländische Bogenschützin
- 1964: Kusuma Wardhani, indonesische Bogenschützin und Politikerin
- 1965: Thomas Kemmerich, deutscher Politiker, Ministerpräsident von Thüringen
- 1965: Silvius von Kessel, deutscher Domorganist
- 1965: Inna Jurjewna Schelannaja, russische Musikerin
- 1965: Dirk Schulz, deutscher Zeichner und Comicillustrator

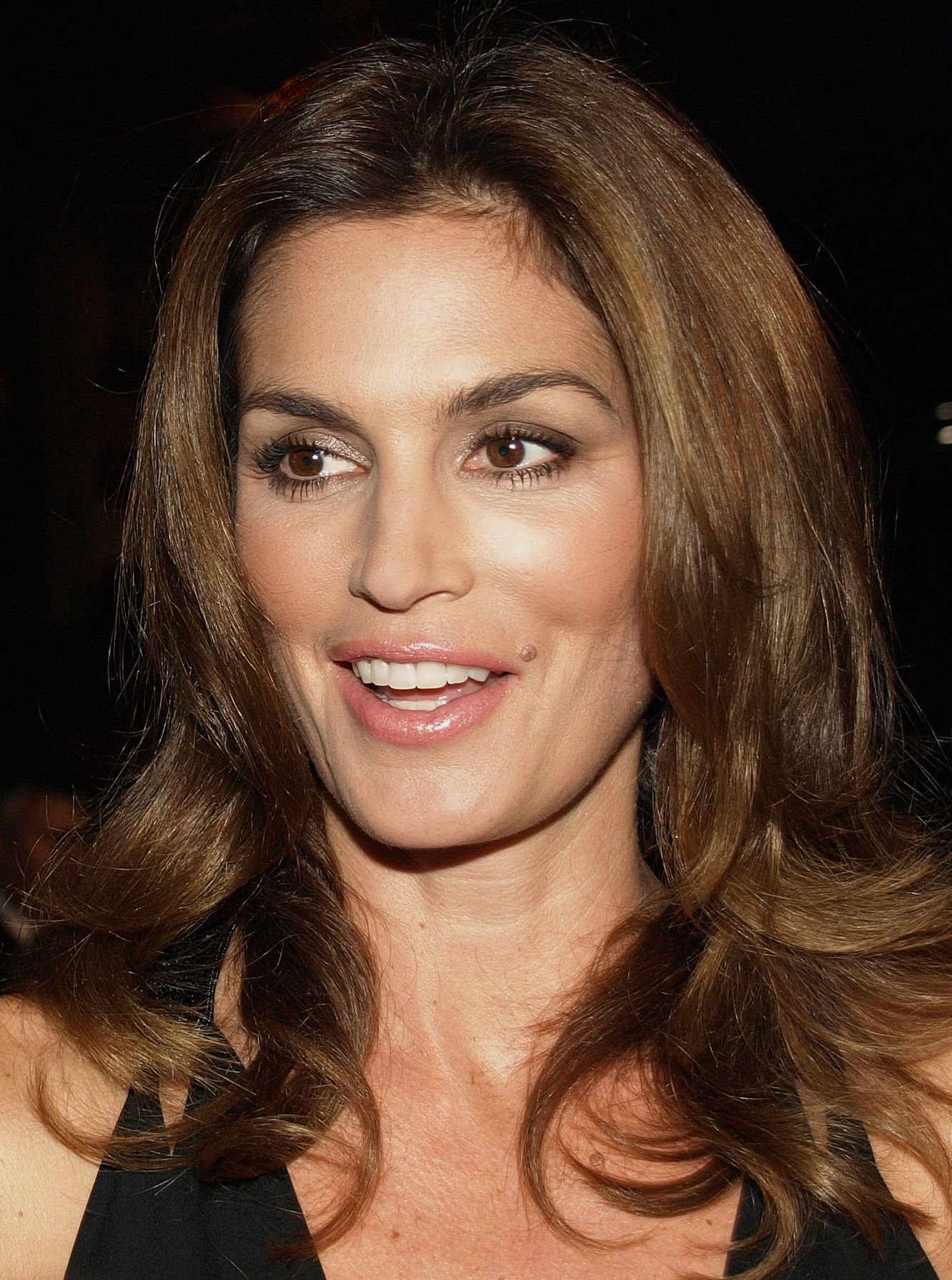
Cindy Crawford (* 1966)

- 1966: Cindy Crawford, US-amerikanisches Model und Schauspielerin
- 1966: Urs Fischer, Schweizer Fußballspieler und -trainer
- 1966: Dennis Mitchell, US-amerikanischer Leichtathlet, Olympiasieger
- 1966: Rudolf Nierlich, österreichischer Skirennläufer
- 1966: Constantin Seibt, Schweizer Journalist
- 1966: Tim Wilde, deutscher Schauspieler
- 1967: Paul Accola, Schweizer Skirennläufer
- 1967: Damian Adamus, deutsch-polnischer Eishockeyspieler
- 1967: Kurt Cobain, US-amerikanischer Musiker (Nirvana)
- 1967: Lili Taylor, US-amerikanische Schauspielerin
- 1968: Dirk Dufner, deutscher Fußball-Funktionär
- 1968: Camilla Gibb, kanadische Schriftstellerin britischer Herkunft
- 1968: Wolfgang Richter, deutscher Schachspieler
- 1968: Paweł Wypych, polnischer Politiker
- 1968: Eva Grünbauer, deutsche Fernsehmoderatorin
- 1969: Siniša Mihajlović, serbischer Fußballspieler und -trainer
- 1970: Cheyenne Brando, tahitianisches Model

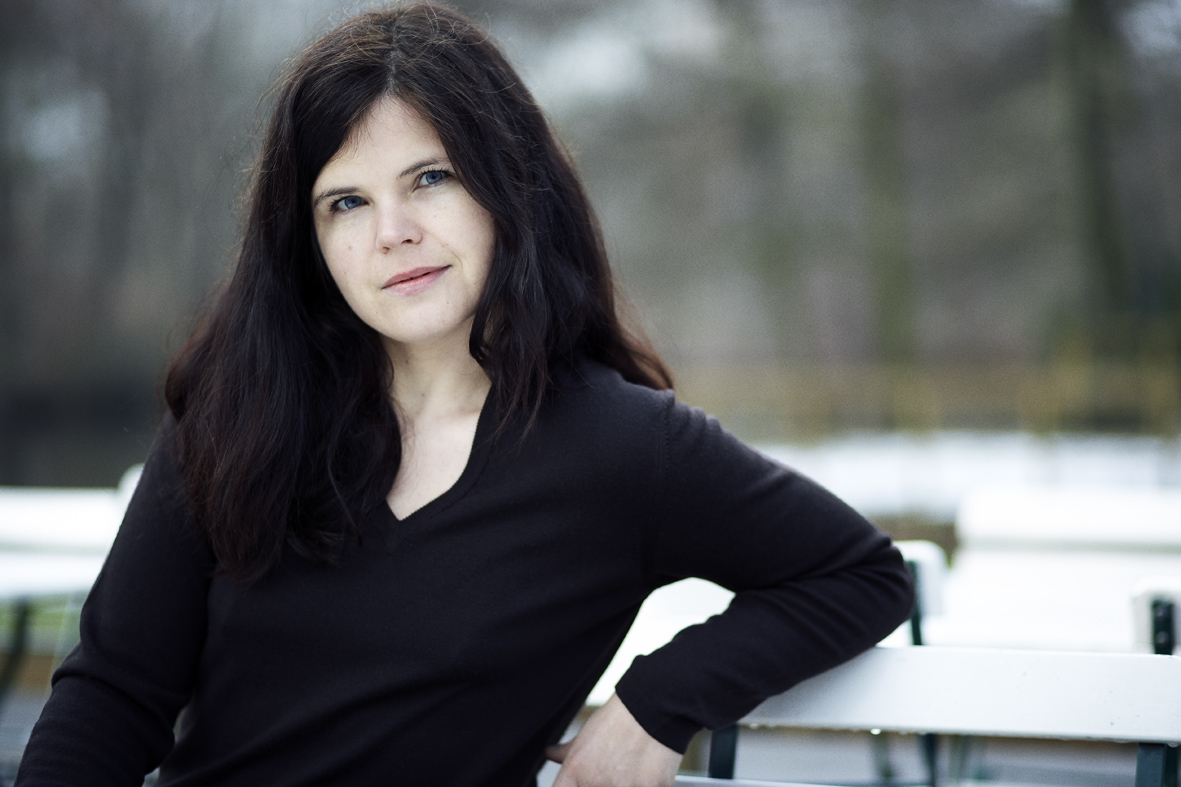
Julia Franck (* 1970)

- 1970: Julia Franck, deutsche Schriftstellerin
- 1970: Markus Kauczinski, deutscher Fußballtrainer
- 1970: Roderick Krauss, niederländischer Jazzbratschist und -geiger
- 1971: Theresa Hübchen, deutsche Schauspielerin
- 1971: Jari Litmanen, finnischer Fußballspieler
- 1971: George Simonis, rumänischer Komponist und Musikpädagoge
- 1972: Laith Al-Deen, deutscher Musiker
- 1972: Uroš Pavlovčič, slowenischer Skirennläufer

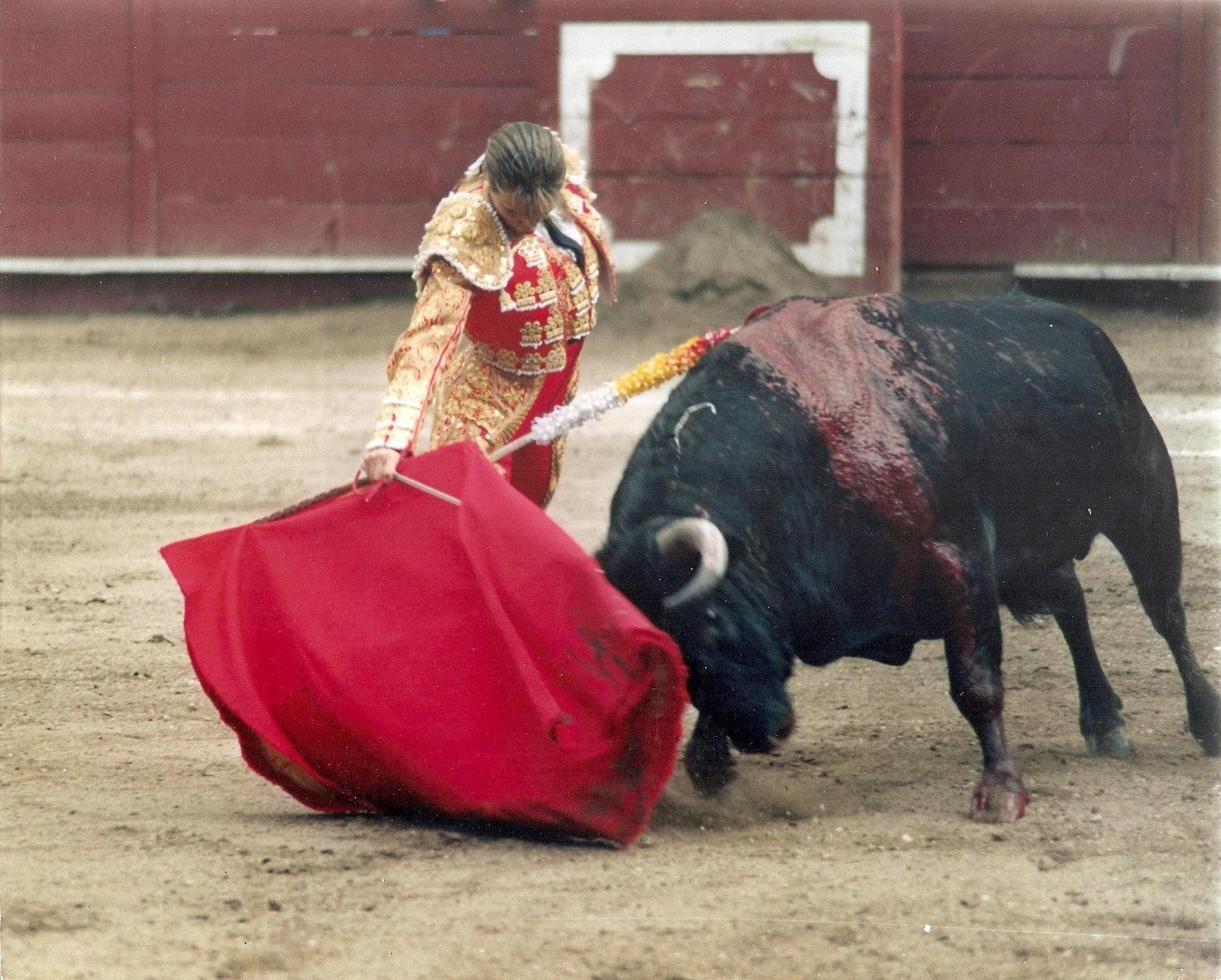
Cristina Sánchez (* 1972)

- 1972: Cristina Sánchez, spanische Stierkämpferin
- 1973: Kimberley Davies, australische Schauspielerin
- 1975: Hans Achorner, österreichischer Biathlet
- 1975: Brian Littrell, US-amerikanischer Musiker (Backstreet Boys)
- 1975: Jens Reddig, deutscher Jurist

#### 1976–2000
- 1976: Jan Delay, deutscher Musiker
- 1976: Jason Hart, US-amerikanischer Autorennfahrer
- 1976: Marek Nikl, tschechischer Fußballspieler
- 1977: Bartosz Kizierowski, polnischer Schwimmer
- 1977: Stephon Marbury, US-amerikanischer Basketballspieler, Olympiamedaillengewinner
- 1978: Jay Hernández, US-amerikanischer Schauspieler
- 1978: Julia Jentsch, deutsche Schauspielerin
- 1978: Lauren Ambrose, US-amerikanische Schauspielerin

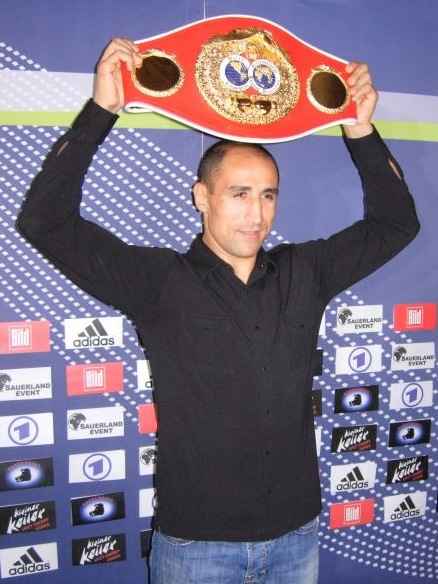
Arthur Abraham (* 1980)

- 1980: Arthur Abraham, deutscher Boxer, Weltmeister
- 1980: Thomas Andergassen, deutscher Kunstturner
- 1980: Artur Boruc, polnischer Fußballspieler
- 1980: Guillermo Ariel Pereyra, italienisch-argentinischer Fußballspieler
- 1980: Anne Poleska, deutsche Schwimmerin, Olympiamedaillengewinnerin
- 1981: Sally Brown, britische Küstenforscherin
- 1981: Elisabeth Görgl, österreichische Skirennläuferin, Olympiamedaillengewinnerin, Weltmeisterin
- 1983: Jeremy Foley, US-amerikanischer Filmschauspieler
- 1983: Emad Moteab, ägyptischer Fußballspieler
- 1984: Trevor Noah, südafrikanischer Kabarettist
- 1985: Petter Andersson, schwedischer Fußballspieler

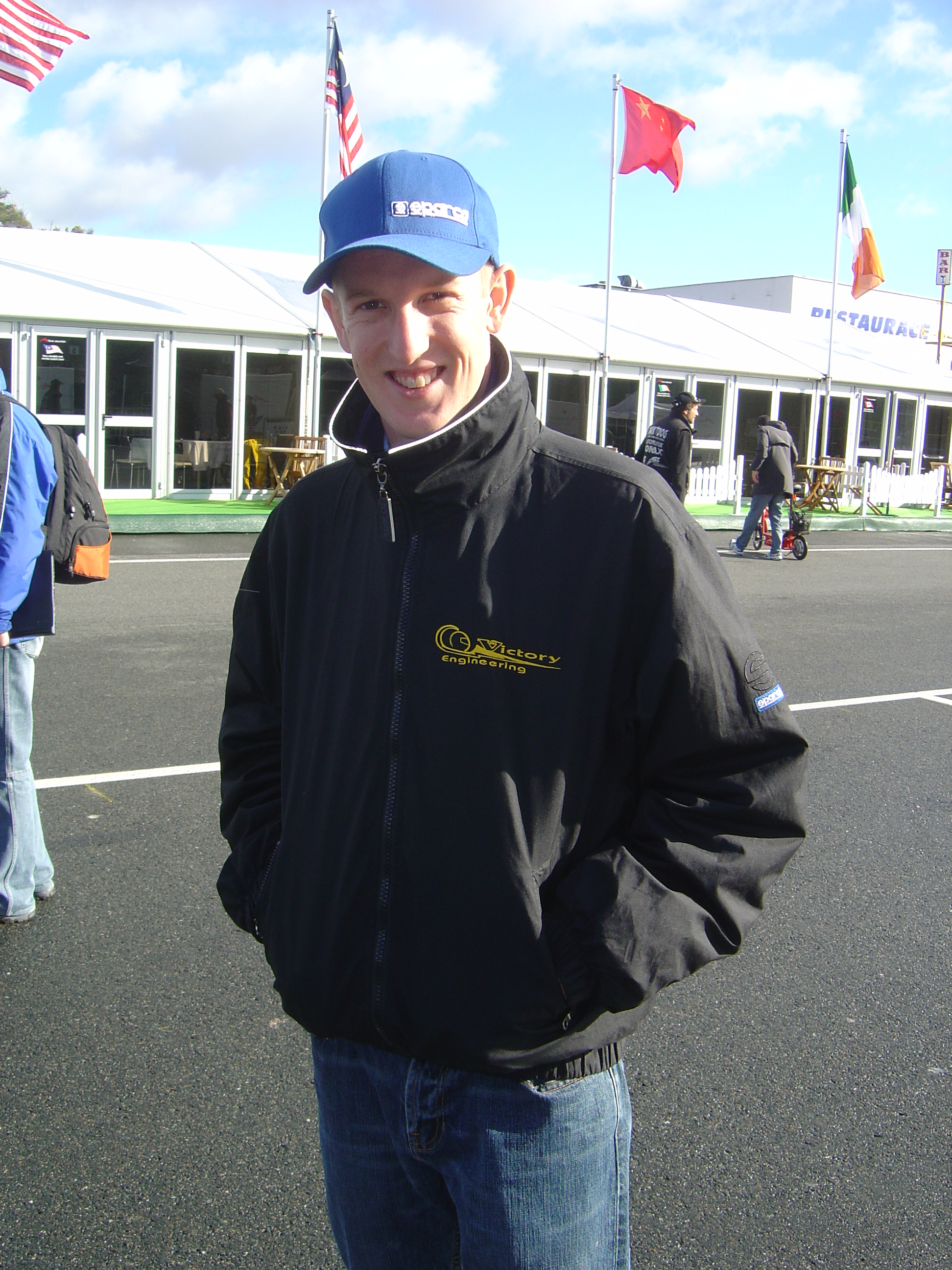
Charlie Kimball (* 1985)

- 1985: Charlie Kimball, US-amerikanischer Rennfahrer
- 1985: Hafizullah Qadami, afghanischer Fußballspieler
- 1985: Julija Wolkowa, russische Sängerin (t.A.T.u)
- 1986: Rasmus Andresen, deutscher Politiker, MdL, MdEP
- 1986: Salome Clausen, Schweizer Sängerin
- 1986: Jessica Helleberg, schwedische Handballspielerin
- 1987: Kriangkrai Pimrat, thailändischer Fußballspieler
- 1987: Daniella Pineda, US-amerikanisch-mexikanische Schauspielerin
- 1987: Patrick Tischler, österreichischer Fußballspieler
- 1988: Cédric Anton, französischer Fußballspieler
- 1988: Moreno Costanzo, Schweizer Fußballspieler
- 1988: DCVDNS, deutscher Rapper

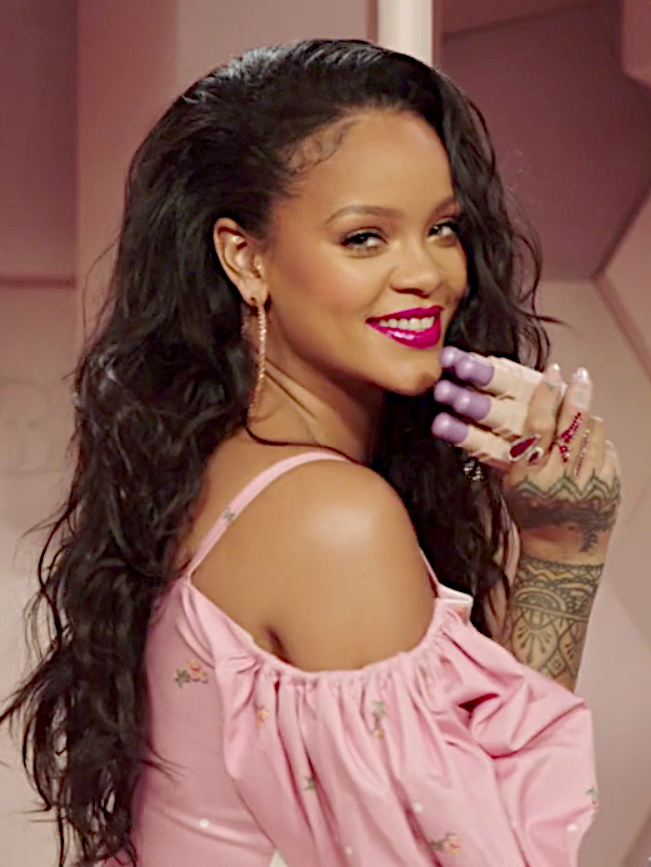
Rihanna (* 1988)

- 1988: Rihanna, barbadische R&B-Sängerin
- 1989: Jasna Fritzi Bauer, Schweizer Schauspielerin
- 1990: Ciro Immobile, italienischer Fußballspieler
- 1990: Alexander Bannink, niederländischer Fußballspieler
- 1991: Hidilyn Diaz, philippinische Gewichtheberin, Olympiasiegerin
- 1991: Peniel Mlapa, deutscher Fußballspieler
- 1991: Christoph Siefkes, deutscher Fußballspieler
- 1991: Hanna Yttereng, norwegische Handballspielerin
- 1992: Rauand Taleb, deutscher Schauspieler
- 1993: Niklas Kreuzer, deutscher Fußballspieler
- 1994: Stephanie Brunner, österreichische Skirennläuferin, Olympiamedaillengewinnerin
- 1994: Giorgia Lo Bue, italienische Ruderin, Weltmeisterin
- 1994: Mathias Christiansen, dänischer Badmintonspieler
- 1995: Artjom Simonjan,  armenischer Fußballspieler
- 1996: Lennart Betzgen, deutscher Schauspieler
- 1996: Dennis Lippert, deutscher Fußballspieler
- 1996: Mabel McVey, britisch-schwedische R&B-Sängerin
- 1997: Sturla Holm Lægreid, norwegischer Biathlet, mehrfacher Weltmeister, Olympiasieger
- 1997: Joel Wicki, Schweizer Schwinger
- 1998: Emma Cumming, neuseeländische Radsportlerin
- 1999: Valentino Vujinović, deutscher Fußballspieler
- 2000: Vincent Bonacci, US-amerikanischer Biathlet
- 2000: Andrea Cambiaso, italienischer Fußballspieler
- 2000: Dennis Jastrzembski, deutsch-polnischer Fußballspieler
- 2000: Josh Sargent, US-amerikanischer Fußballspieler

### 21. Jahrhundert
- 2002: Sonja Leinamo, finnische Biathletin
- 2003: Antonia Niedermaier, deutsche Skibergsteigerin und Radrennfahrerin
- 2004: Emelie Fast, schwedische Schwimmerin
- 2004: Imaobong Nse Uko, nigerianische Sprinterin
- 2004: Nathan Wicht, Schweizer Fußballspieler

## Gestorben

### Vor dem 16. Jahrhundert
- 0738: Eucherius von Orléans, Bischof von Orléans
- 1043: Alexios I. Studites, Patriarch von Konstantinopel
- 1054: Jaroslaw der Weise, Großfürst von Kiew
- 1078: Hermann, Bischof von Ramsbury und Sherborne
- 1097: Minamoto no Tsunenobu, japanischer Staatsmann, Dichter und Musiker
- 1147: Arnold I., Graf von Kleve
- 1162: Muhammad ibn Buzurg-Umid, Anführer der Nizariten (Assassinen)
- 1183: Petrus Cellensis, Abt von Saint-Remi in Reims und Bischof von Chartres
- 1194: Tankred von Lecce, König von Sizilien und Neapel
- 1236: Heinrich II., Graf von Schwarzburg-Blankenburg
- 1243: Romano Bonaventura, italienischer Kardinal, Kardinalbischof von Porto e Santa Rufina, Legat für Frankreich
- 1252: Amicia de Montfort, französische Klostergründerin
- 1258: al-Musta'sim bi-'llah, siebenunddreißigster Kalif der Abbasiden
- 1346: Gilbert Talbot, 1. Baron Talbot, englischer Adliger
- 1389: Euphemia de Ross, Königin der Schotten
- 1408: Johann von Kittlitz, Bischof von Fürstenwalde und Meißen
- 1414: Arnold von Bärenfels, Schweizer Ritter und Bürgermeister
- 1431: Martin V., Papst
- 1446: Elisabeth von Hanau, Gräfin von Dhaun-Kyrburg
- 1448: Johannes Bonrade, Lübecker Jurist, Hochschullehrer und Domdekan
- 1458: Lazar Branković, serbischer Despot
- 1462: Aubrey de Vere, englischer Ritter

### 16. bis 18. Jahrhundert
- 1513: Johann I., König von Dänemark, Norwegen und Schweden
- 1524: Tecun Uman, letzter König des zu den Maya gehörenden Quiché-Volkes
- 1542: Jobst von Dewitz, herzoglicher Rat und Kanzler in Pommern-Wolgast
- 1547: Johann von Naves, Reichsvizekanzler des Heiligen Römischen Reiches
- 1550: Thomas Burgh, 1. Baron Burgh, englischer Adeliger und Politiker
- 1552: Anne Parr, Countess of Pembroke, englische Hofdame
- 1570: Johann Scheubel, deutscher Mathematiker

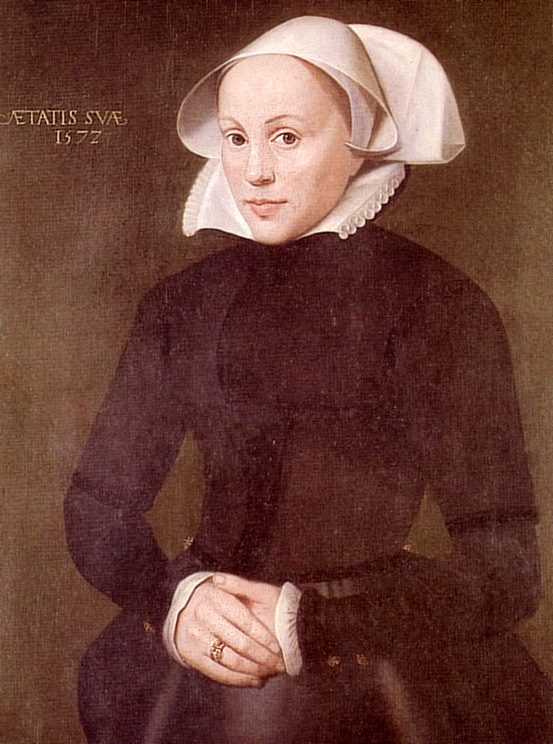
Maria von Jever († 1575)

- 1575: Maria von Jever, letzte Regentin der Herrschaft Jever
- 1579: Nicholas Bacon, englischer Anwalt, Richter und Lordkanzler
- 1595: Ernst von Österreich, Erzherzog von Österreich
- 1600: Hermann von Hatzfeldt, kurkölnischer Rat und Drost zu Balve
- 1600: Markus Tegginger, deutscher Geistlicher, Hochschullehrer und Stifter
- 1604: Mateu Fletxa el Jove, katalanischer Komponist
- 1612: Johannes Gottsleben, deutscher Magister, Professor und evangelischer Theologe
- 1618: Philipp Wilhelm von Oranien-Nassau, Fürst von Oranien und Graf von Nassau
- 1626: John Dowland, englischer Komponist der Renaissance
- 1653: Luigi Rossi, italienischer Komponist, Organist und Opernsänger
- 1653: Paul Marquard Schlegel, deutscher Mediziner und Botaniker
- 1657: Ferdinand Ernst von Waldstein, kaiserlicher Hofrat und böhmischer Obristkämmerer
- 1664: Bartholomäus Khöll, österreichischer kaiserlicher Hof-Steinmetzmeister, Untervorsteher der Wiener Bauhütte
- 1664: Corfitz Ulfeldt, dänischer Staatsmann
- 1667: Jerónimo Jacinto Espinosa, spanischer Maler
- 1676: Georg Ludwig Agricola, deutscher Musiker
- 1684: Ignace Ardieux, schweizerischer Missionar
- 1685: Gottfried Olearius, deutscher evangelischer Theologe
- 1685: Sophie Amalie von Braunschweig-Calenberg, Königin von Dänemark und Norwegen
- 1694: Georg Franz Kolschitzky, polnischer Soldat und Dolmetscher
- 1695: Johann Ambrosius Bach, deutscher Musiker
- 1696: Ambrosius Ferrethi, italienisch-österreichischer kaiserlicher Hof-Steinmetzmeister
- 1705: Lorenz Beger, deutscher Jurist, Archivar und Numismatiker
- 1711: Alexander Artschilowitsch Imeretinski, georgischer Fürst des Königreichs Imeretien
- 1731: Antoine I., Fürst von Monaco
- 1732: Balthasar Permoser, salzburgischer Bildhauer
- 1762: Tobias Mayer, deutscher Kartograf, Geograf, Mathematiker, Physiker und Astronom
- 1773: Karl Emanuel III., König von Sardinien-Piemont und Herzog von Savoyen
- 1774: Johann Christoph Hüsemann, deutscher Orgelbauer
- 1776: Philipp Ernst Kern, Generalsuperintendent in Hildburghausen
- 1778: Laura Bassi, italienische Philosophin, erste Professorin Europas für Physik
- 1790: Joseph II., Kaiser des Heiligen Römischen Reiches,  König von Böhmen, Kroatien und Ungarn
- 1790: Erik Pauelsen, dänischer Zeichner, Kupferstecher und Maler
- 1799: Jean-Charles de Borda, französischer Mathematiker und Seemann
- 1799: Georg Christian Unger, deutscher Architekt und Baumeister Friedrichs des Großen
- 1800: Anton von Aubleux, österreichischer Offizier

### 19. Jahrhundert

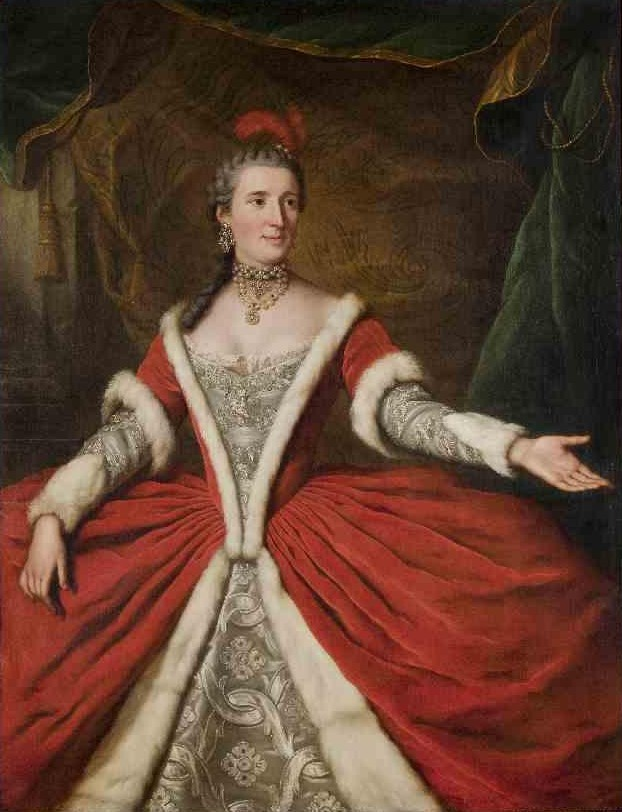
Marie Dumesnil († 1803)

- 1803: Marie Dumesnil, französische Schauspielerin

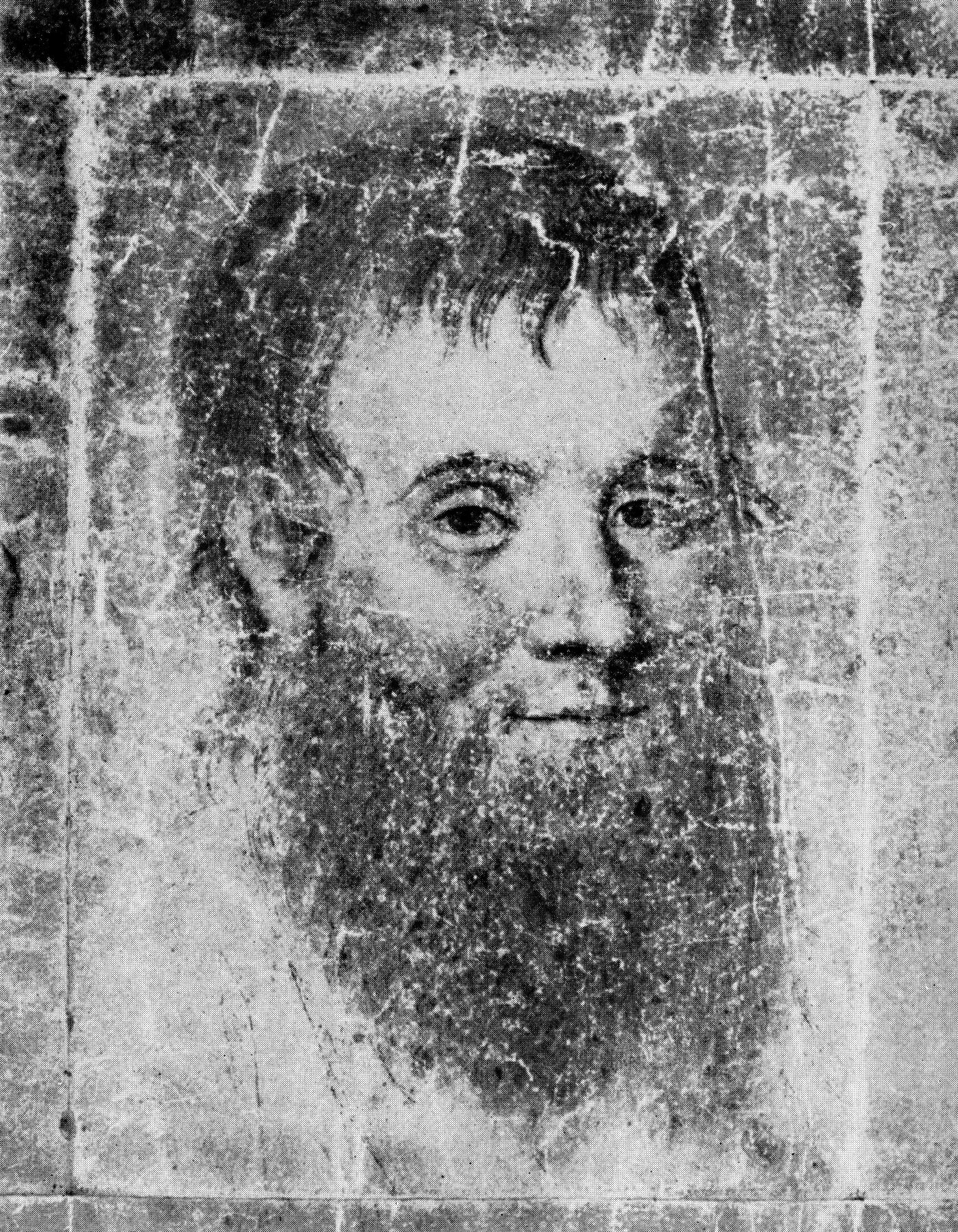
Andreas Hofer († 1810)

- 1810: Andreas Hofer, österreichischer Gastwirt und Freiheitskämpfer, Anführer der Tiroler Aufstandsbewegung von 1809
- 1810: Peter Mayr, österreichischer Gastwirt, Tiroler Freiheitskämpfer
- 1811: Johann Carl Friedrich Meyer, deutscher Apotheker und Chemiker
- 1813: Franz Michael Senn, österreichischer Landrichter und Freiheitskämpfer, LAbg
- 1815: Johann Christoph Georg Adler, deutscher Jurist
- 1816: Johann Erich Biester, deutscher Popularphilosoph
- 1819: Gottlieb Wilhelm Christian von Platen, preußischer Generalmajor
- 1823: Jonas Ludwig von Heß, deutscher Reiseschriftsteller, Topograf, Aufklärer und Politiker
- 1824: Bogislav Friedrich Emanuel von Tauentzien, preußischer General der Infanterie
- 1825: Franz Xaver Hochbichler, österreichischer römisch-katholischer Geistlicher
- 1826: Matthew Murray, englischer Ingenieur
- 1837: Ernst Häußler, deutscher Sänger, Komponist und Musiklehrer
- 1837: Franz Anton von Neveu, deutscher Oberforstmeister und Gutsbesitzer
- 1838: Karl Friedrich Heinrich, deutscher Altphilologe
- 1840: Wilhelm Gotthelf Lohrmann, deutscher Geodät, Topograph, Astronom und Meteorologe

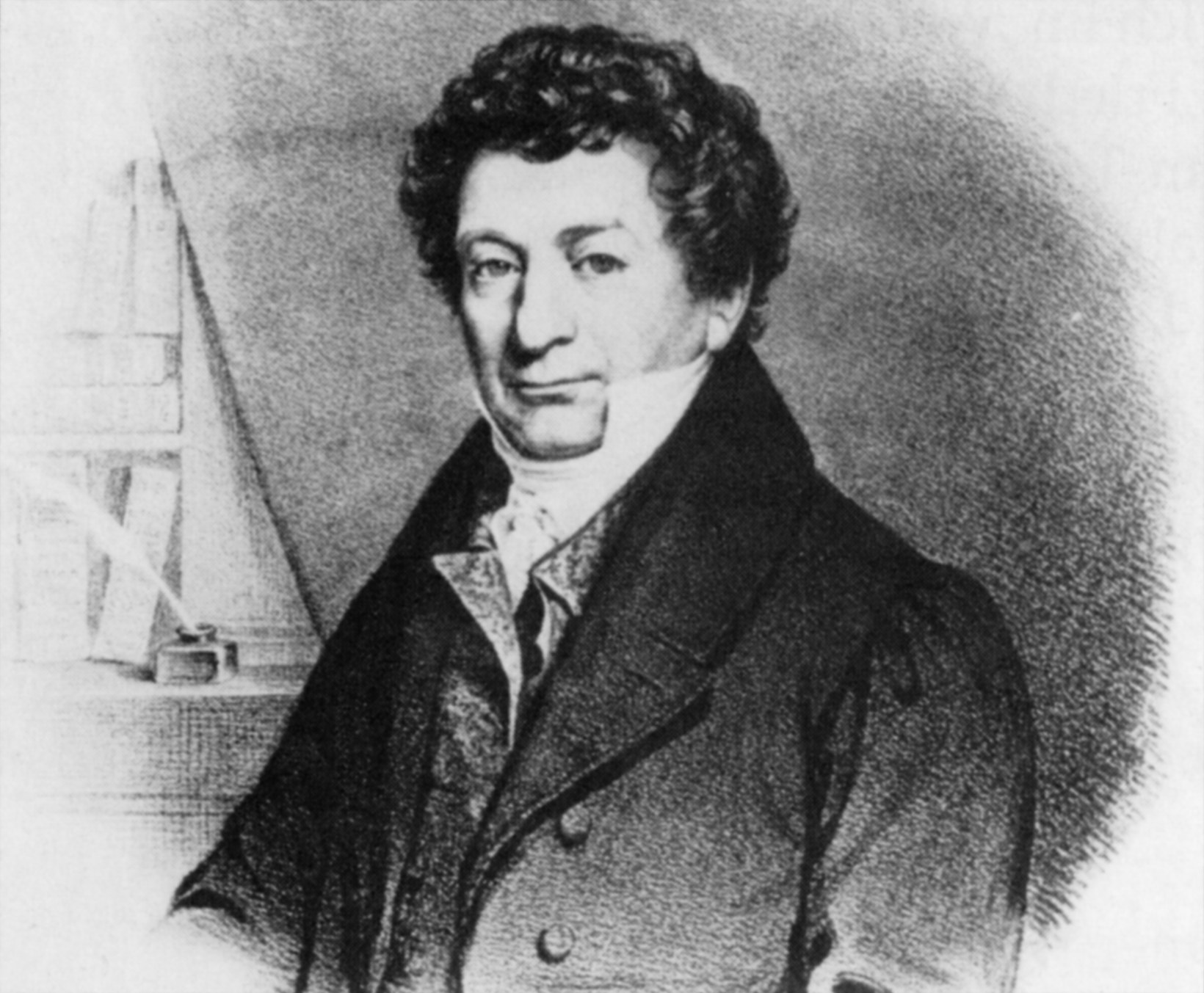
Friedrich Sertürner († 1841)

- 1841: Friedrich Sertürner, deutscher Apotheker und Entdecker des Morphiums
- 1843ː Eleonore Maximiliane Ottilie Henckel von Donnersmarck, Oberhofmeisterin in Weimar
- 1846: Friedrich August Unger, deutscher evangelischer Geistlicher
- 1850: Hermann Biow, deutscher Fotograf
- 1851: Joseph Schweinacher, deutscher Orgelbauer
- 1851: Pierre Roll, französischer Komponist
- 1855: Joseph Hume, britischer Politiker
- 1860: Henry Drummond, britischer Bankier, Unterhausabgeordneter, Mitbegründer und Apostel der katholisch-apostolischen Gemeinden
- 1861: Eugène Scribe, französischer Dramatiker
- 1868: Julie Pfannenschmidt, deutsche Schriftstellerin
- 1871: Paul Kane, kanadischer Maler
- 1883: Bertrando Spaventa, italienischer Philosoph
- 1884: Jean Louis Borel, französischer General
- 1889: Franz von Mendelssohn, deutscher Bankier
- 1892: Hermann Kopp, deutscher Chemiker und Chemiehistoriker
- 1893: Pierre Gustave Toutant Beauregard, US-amerikanischer General der Konföderierten im amerikanischen Bürgerkrieg (Napoleon in Grau)
- 1895: Frederick Douglass, US-amerikanischer Abolitionist und Schriftsteller
- 1899: Heinrich Böckeler, deutscher Priester und Kirchenmusiker

### 20. Jahrhundert

#### 1901–1950
- 1902: Wilhelm Asmus, deutscher Schriftsteller
- 1904: Gustav Adolf Heinze, deutsch-niederländischer Komponist
- 1906: Jean Louis Cabanis, deutscher Ornithologe
- 1907: Henri Moissan, französischer Chemiker, Nobelpreisträger
- 1908: Simo Matavulj, serbischer Schriftsteller
- 1908: Ludwig von Schwabe, deutscher Altphilologe und Archäologe
- 1909: Eginhard von Barfus, deutscher Schriftsteller
- 1909: Rodolphe Lindt, Schweizer Schokoladenproduzent
- 1909: Paul Ranson, französischer Designer und Maler des Symbolismus
- 1910: Boutros Ghali, ägyptischer Politiker
- 1913: Robert von Lieben, österreichischer Physiker

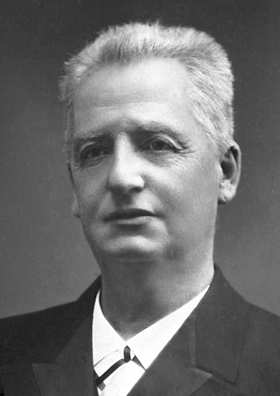
Klas Pontus Arnoldson († 1916)

- 1916: Klas Pontus Arnoldson, schwedischer Journalist, Politiker und Friedensnobelpreisträger
- 1919: Viktor von Herzfeld, ungarischer Komponist, Geiger und Musikpublizist
- 1919: Habibullah Khan, Emir von Afghanistan
- 1920: Jacinta Marto, portugiesisches Kind, Selige, Zeugin einer mutmaßlichen Marienerscheinung
- 1920: Robert Edwin Peary, US-amerikanischer Ingenieur und Polarforscher
- 1922: Jordan Mai, deutscher Franziskaner
- 1922: Reinhard Mannesmann, deutscher Erfinder und Unternehmer
- 1925: Marco Enrico Bossi, italienischer Organist und Komponist

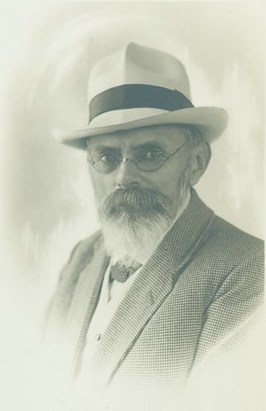
Antonín Václav Šourek († 1926)

- 1926: Antonín Václav Šourek, böhmischer Mathematiker, der als einer der Begründer der modernen Mathematik in Bulgarien gilt.
- 1928: Antonio Abetti, italienischer Astronom
- 1928: Josef Arbesser von Rastburg, österreichischer Landschafts- und Architekturmaler
- 1929: Edward Leicester Atkinson, britischer Parasitologe, Arzt und Polarforscher
- 1929: John Grenfell Maxwell, britischer General, Oberbefehlshaber in Irland
- 1929: Carl Sonnenschein, deutscher Theologe
- 1936: Max Schreck, deutscher Schauspieler
- 1939: August Leonhard Bernoulli, Schweizer Physiker
- 1940: Abdullah Abdurahman, südafrikanischer Politiker
- 1940: Heinrich Seufferheld, deutscher Zeichner, Maler und Radierer
- 1941: Mary Bolduc, kanadische Singer-Songwriterin
- 1941: Arthur Erich Haas, österreichischer Physiker

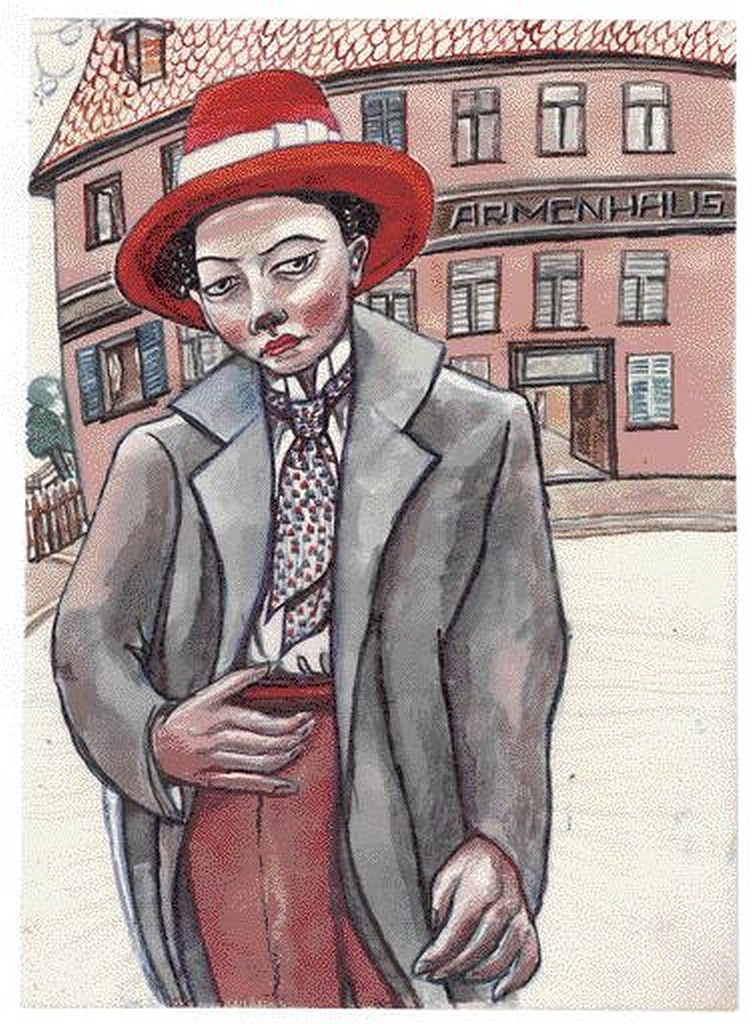
Ida Maly († 1941)

- 1941: Ida Maly, österreichische Malerin und NS-Opfer
- 1942: Juliusz Bursche, polnischer evangelischer Geistlicher, Verleger und Landesbischof von Polen
- 1945: Hermann Jansen, deutscher Architekt und Stadtplaner
- 1945: Walter Lindenbaum, österreichischer Journalist, Autor und Opfer der Nationalsozialisten
- 1945: Willem Karel Mertens, niederländischer Arzt und Hygieniker
- 1945: Margarethe von Sydow, Pseudonym Franz Rosen, deutsche Schriftstellerin
- 1948: Bertha Eckstein-Diener, österreichische Schriftstellerin und Reisejournalistin
- 1948: Robert P. Lamont, US-amerikanischer Politiker
- 1949: Alexander Bittorf, deutscher innerer Mediziner und Pathologe
- 1950: Carl Burger, deutscher Bildhauer

#### 1951–2000
- 1951: Ernst von Angerer, deutscher Physiker
- 1951: Howard Brockway, US-amerikanischer Komponist
- 1951: Karl Rüdiger, deutscher Politiker, MdB
- 1952: Carlos Julio Arosemena Tola, ecuadorianischer Bankier und Präsident
- 1952: Wilhelm Knothe, deutscher Politiker, MdL, MdB
- 1953: Emmy Andriesse, niederländische Fotografin
- 1955: Eugen Schmalenbach, deutscher Professor der Betriebswirtschaft
- 1956: Heinrich Barkhausen, deutscher Physiker
- 1957: Sadri Maksudi Arsal, tatarischer Staatsmann, Rechtswissenschaftler, Denker und Wissenschaftler
- 1958: Franz Ippisch, österreichischer Cellist und Komponist
- 1958: Isidore Philipp, ungarisch-französischer Pianist und Musikpädagoge
- 1959: Otto Bartning, deutscher Architekt und Architekturtheoretiker
- 1960: Philipp Wehr, deutscher Politiker, MdB
- 1960: Leonard Woolley, britischer Archäologe
- 1961: Percy Grainger, australischer Komponist und Professor
- 1962: Otto Auerswald, deutscher Widerstandskämpfer
- 1962: Halliwell Hobbes, britischer Schauspieler
- 1963: Jakow Andrejewitsch Eschpai, russischer Komponist und Pädagoge
- 1963: Ferenc Fricsay, ungarischer Dirigent
- 1965: Masao Yamakawa, japanischer Schriftsteller
- 1966: Arnold Hörburger, niederländischer Fußballspieler

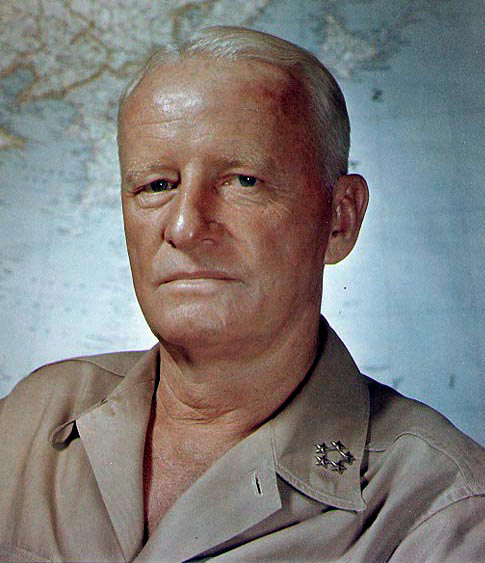
Chester W. Nimitz († 1966)

- 1966: Chester W. Nimitz, US-amerikanischer Flottenadmiral, Oberbefehlshaber im Pazifik, Chef der Marineoperationen
- 1966: Paul Zielinski, deutscher Fußballspieler
- 1967: Karl Aichhorn, österreichischer Politiker
- 1968: Anthony Asquith, britischer Filmregisseur
- 1969: Ernest Ansermet, Schweizer Dirigent
- 1970: Friedhelm Dohmann, deutscher Politiker und MdB
- 1970: João Café Filho, Präsident von Brasilien
- 1970: Gaston Modot, französischer Filmschauspieler
- 1970: Tüdel Weller, deutscher Journalist und Schriftsteller
- 1970: Albert Wolff, französischer Dirigent und Komponist
- 1971: Ricardo Joaquín Alfaro Jované, 15. Staatspräsident von Panama

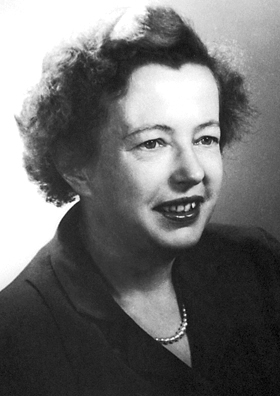
Maria Goeppert-Mayer († 1972)

- 1972: Maria Goeppert-Mayer, deutsch-US-amerikanische Physikerin, Nobelpreisträgerin
- 1971: Alexander Zfasman, ukrainisch-russischer Jazz-Bandleader, Komponist und Pianist
- 1972: Herbert Menges, englischer Komponist und Dirigent
- 1973: Brigitte Reimann, deutsche Schriftstellerin
- 1974: David Monrad Johansen, norwegischer Komponist und Musikkritiker
- 1975: Kurt Batt, deutscher Literaturwissenschaftler, Kritiker und Lektor
- 1975: Ernest Haley, britischer Leichtathlet
- 1976: Hans Luckey, baptistischer Theologe und Pastor sowie freikirchlicher Historiker
- 1976: René Cassin, französischer Jurist, Diplomat, Verfasser der Allgemeinen Erklärung der Menschenrechte der UN und Friedensnobelpreisträger
- 1976: Kathryn Johanna Kuhlman, US-amerikanische Evangelistin
- 1979: Nereo Rocco, italienischer Fußballtrainer
- 1980: Joseph Banks Rhine, US-amerikanischer Psychologe
- 1981: Hans Fleischer, deutscher Komponist
- 1981: Athanasios Toutoungi, syrischer Erzbischof
- 1982: Emil Kraft, deutscher Politiker, MdL
- 1982: Karl Heinz Moll, deutscher Tierfotograf, Schriftsteller, Naturschützer und Umweltpädagoge
- 1984: Fikrət Əmirov, aserbaidschanischer Komponist
- 1984: Giuseppe Colombo, italienischer Ingenieur und Mathematiker
- 1985: Isaac Kashdan, US-amerikanischer Großmeister und Autor im Schach
- 1985: Nakano Yoshio, japanischer Literaturwissenschaftler und Übersetzer
- 1986: Hans Geiger, deutscher Gewerkschafter und Politiker, MdL, MdB
- 1986: Jacques Gergaud, französischer Autorennfahrer
- 1986: Dorothea Wieck, deutsche Theater- und Filmschauspielerin
- 1987: Adrian Cruft, britischer Komponist und Professor
- 1987: E. P. Jacobs, belgischer Zeichner von Comics (Blake und Mortimer)
- 1987: Joseph Parecattil, indischer Erzbischof von Ernakulam und Kardinal
- 1989: Erika Köth, deutsche Kammersängerin und Sopranistin
- 1990: Verdina Shlonsky, ukrainisch-israelische Komponistin und Pianistin
- 1991: Isabelle Delorme, kanadische Musikpädagogin und Komponistin
- 1992: Muhammad Asad, islamischer Gelehrter
- 1992: William Ayres Arrowsmith, US-amerikanischer Philologe und Literaturwissenschaftler
- 1992: Eugene Robert Black, US-amerikanischer Banker, dritter Präsident der Weltbank

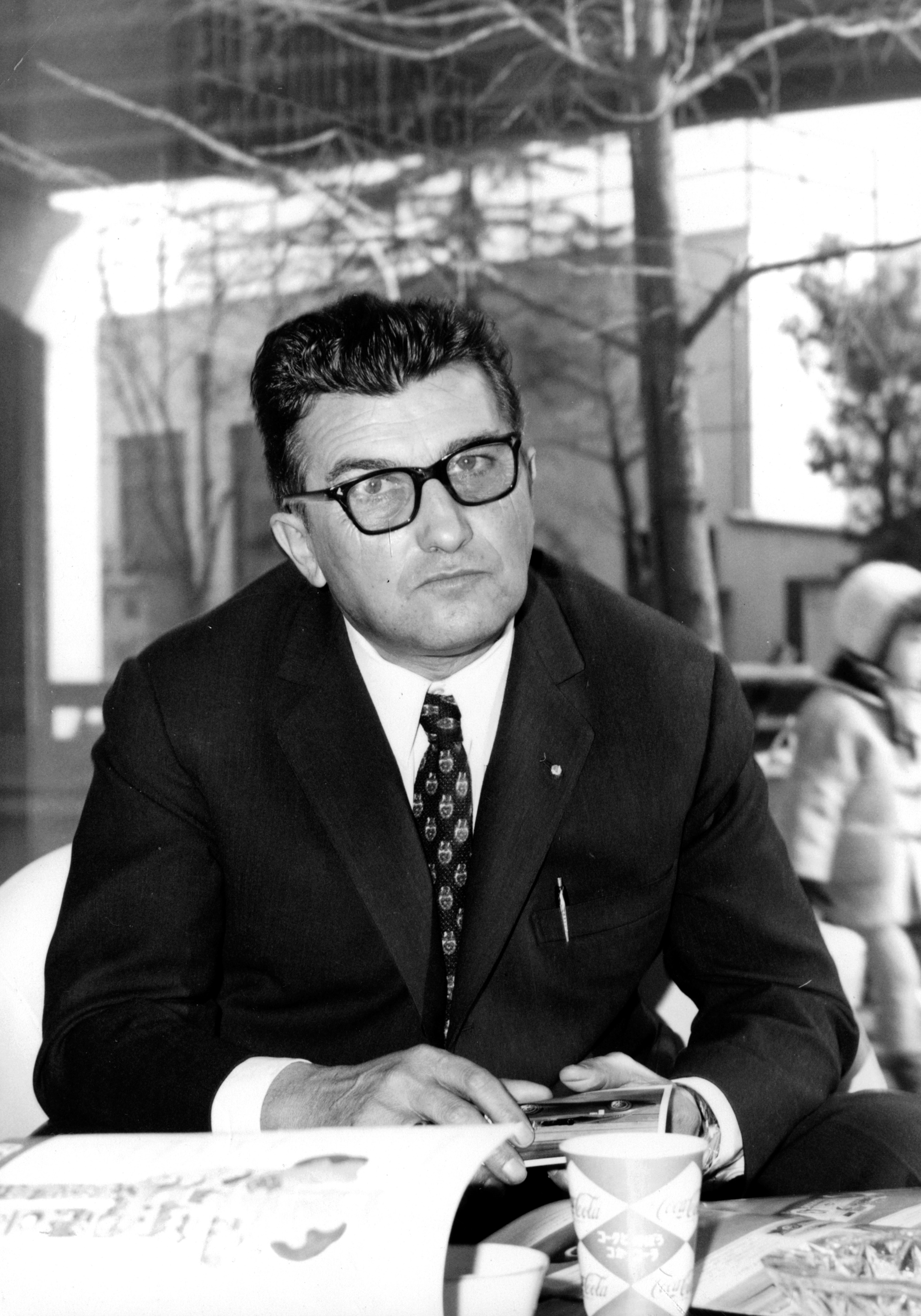
Ferruccio Lamborghini († 1993)

- 1993: Ferruccio Lamborghini, italienischer Ingenieur, Unternehmer, Winzer und Automobilkonstrukteur (Lamborghini)
- 1994: Gaston Bertrand, belgischer Maler
- 1994: Józef Michał Chomiński, polnischer Musikwissenschaftler
- 1994: Franz Zauner, österreichischer Priester, Bischof von Linz
- 1996: Solomon Asch, polnisch-US-amerikanischer Gestaltpsychologe und Pionier der Sozialpsychologie
- 1996: Sven Beuter, deutscher Dachdecker
- 1996: Gheorghe Dumitrescu, rumänischer Komponist
- 1996: Tōru Takemitsu, japanischer Komponist
- 1997: Affonso Guimarães da Silva, brasilianischer Fußballspieler
- 1998: Wolfgang Arnold, österreichischer Schriftsteller
- 1999: Sarah Kane, britische Regisseurin

### 21. Jahrhundert

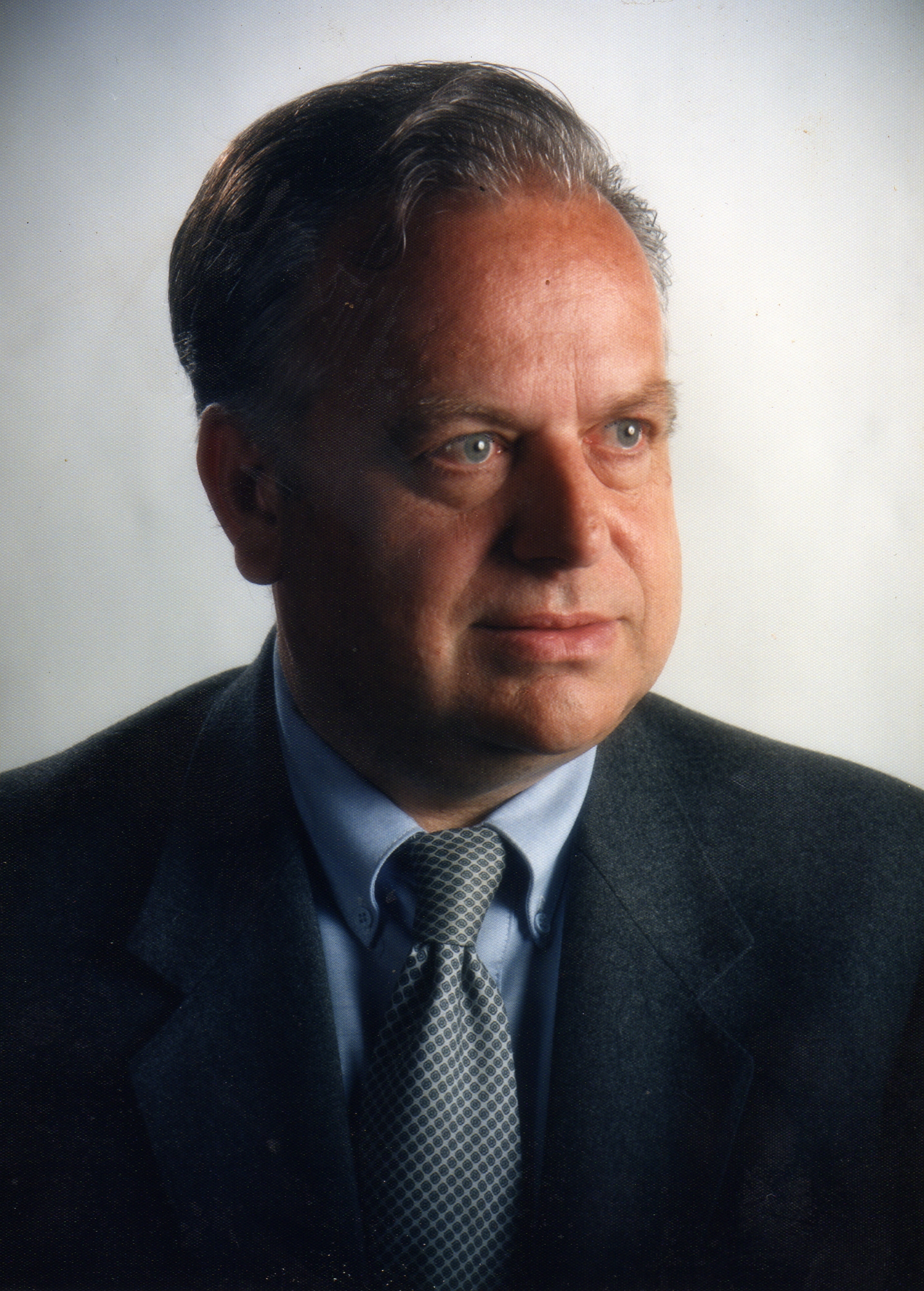
Hans-Joachim Arnold († 2006)

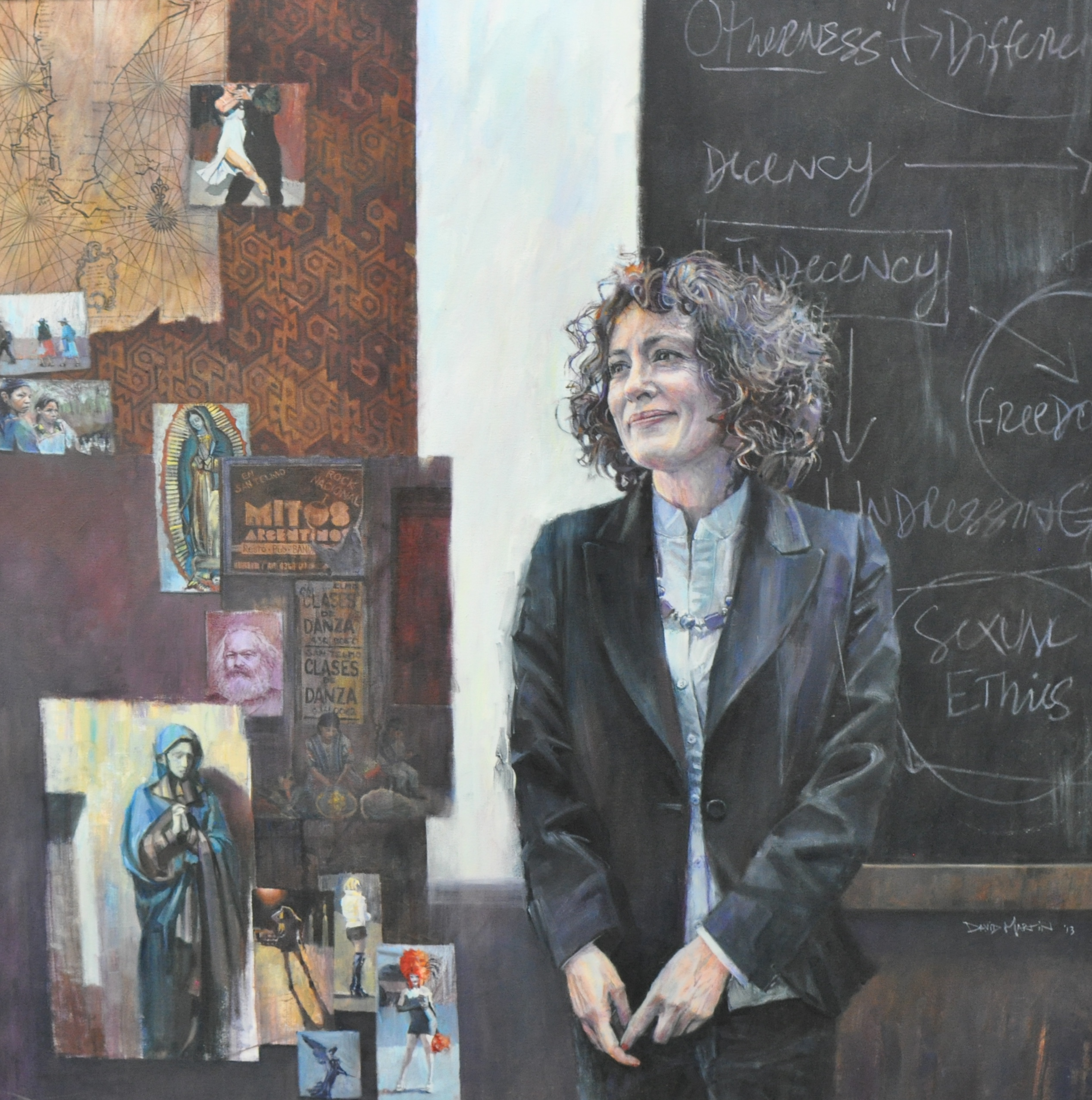
Marcella Althaus-Reid († 2009)

- 2001: Karl Hasel, deutscher Forstwissenschaftler
- 2001ː Irina Nikolajewna Bugrimowa, russische / sowjetische Zirkusartistin und Dompteuse
- 2003: Maurice Blanchot, französischer Schriftsteller
- 2003: Orville Freeman, US-amerikanischer Politiker, Gouverneur von Minnesota, Bundesminister
- 2003: Cornelius Kweku Ganyo, ghanaischer Perkussionist und Tänzer
- 2003: Willi Hoss, deutscher Gewerkschafter und Politiker, MdB
- 2003: Ulrich Roski, deutscher Liedermacher und Kabarettist
- 2004: Ana Ariel, brasilianische Schauspielerin
- 2005: Rachel Bissex, US-amerikanische Folksängerin und Singer-Songwriterin
- 2005: Sandra Dee, US-amerikanische Schauspielerin
- 2005: Witali Grossmann, deutsch-kasachischer Eishockeyspieler
- 2005: Dalene Matthee, südafrikanische Schriftstellerin
- 2005: Raymond Mhlaba, südafrikanischer Politiker und Bürgerrechtler, Premierminister der Provinz Ostkap
- 2005: Hunter S. Thompson, US-amerikanischer Schriftsteller und Reporter
- 2005: Karl Weschke, deutsch-britischer Maler
- 2005: Jimmy Young, US-amerikanischer Boxer
- 2006: Hans-Joachim Arnold, deutscher Mathematiker und Hochschullehrer
- 2006: Paul Casimir Marcinkus, US-amerikanischer Geistlicher, Titularerzbischof von Horta, Leiter der Vatikanbank
- 2006: Ray Pickrell, britischer Motorradrennfahrer
- 2007: Peter Ackermann, deutscher Maler und Grafiker
- 2007ː Edith Lassmann, österreichische Architektin
- 2007: Carl-Henning Pedersen, dänischer Maler
- 2007: Jozef Sixta slowakischer Komponist und Musikpädagoge
- 2007: Zilla Huma Usman, pakistanische Politikerin und Frauenrechtlerin, Ministerin
- 2008: Helmut Sturm, deutscher Maler
- 2008: Allen Strange, US-amerikanischer Komponist, Musikwissenschaftler und Musiker
- 2008: Bobby Lee Trammell, US-amerikanischer Rockabilly-Musiker und Politiker
- 2009: Marcella Althaus-Reid, britische Theologin
- 2009: Friedrich Berentzen, deutscher Spirituosenfabrikant
- 2009ː Helge Darnstädt, deutsche Schriftstellerin und Übersetzerin
- 2009: Fats Sadi, belgischer Jazzmusiker und Komponist
- 2010: Johanna Dohnal, österreichische Politikerin, LAbg., erste Frauenministerin Österreichs
- 2010: Alexander Haig, US-amerikanischer General und Politiker, NATO-Oberbefehlshaber in Europa, Außenminister
- 2010: Sandy Kenyon, US-amerikanischer Schauspieler, Regisseur und Synchronsprecher
- 2011: Frank A. McClintock, US-amerikanischer Ingenieurwissenschaftler
- 2011: Helmut Ringelmann, deutscher Filmproduzent
- 2012: Renato Dulbecco, italienisch-US-amerikanischer Biologe, Nobelpreisträger
- 2012: Imanuel Geiss, deutscher Historiker
- 2012: Annemarie Griesinger, deutsche Sozialpolitikerin, MdB, MdL, Landesministerin
- 2012: Vera Marzot, italienische Kostümbildnerin
- 2015: Gérard Calvi, französischer Komponist
- 2015: Patricia Norris, US-amerikanische Kostümbildnerin
- 2015: Friedrich Zawrel, österreichisches NS-Opfer
- 2016: Ulrike Bumke, deutsche Juristin, Richterin am Bundesverwaltungsgericht
- 2016: Ove Verner Hansen, dänischer Schauspieler und Sänger
- 2016: Walter Spagerer, deutscher Politiker und Fußballfunktionär, MdL
- 2017: Mildred Dresselhaus, US-amerikanische Physikerin
- 2017: Karl Oppenrieder, deutscher Steinmetz und Bildhauer
- 2017: Witali Tschurkin, russischer Diplomat
- 2018: Herbert Ehrenberg, deutscher Politiker, MdB, Bundesminister
- 2018: Marietheres List, deutsche Theaterintendantin
- 2019: Fabien Clain, französischer Dschihadist
- 2019: Claude Goretta, Schweizer Filmregisseur
- 2021: Nicola Tempesta, italienischer Judoka
- 2022: Daniel Gómez, mexikanischer Wasserballspieler
- 2023: Miklós Lendvai, ungarischer Fußballspieler
- 2023: Ken Warby, australischer Rennbootfahrer
- 2024: Andreas Brehme, deutscher Fußballspieler, Weltmeister
- 2025ː Mabel Landry, US-amerikanische Weitspringerin und Sprinterin

## Feier- und Gedenktage
- Kirchliche Gedenktage
  - Friedrich Weißler, deutscher Jurist und Märtyrer, erstes Todesopfer der Bekennenden Kirche im Kampf gegen den Nationalsozialismus (evangelisch)
  - Agatho, römischer Mönch und Papst (orthodox)
  - Corona, römische Märtyrerin und Schutzpatronin (katholisch)
- Gedenktage internationaler Organisationen
  - Welttag der Sozialen Gerechtigkeit (UNO) (seit 2009)

Weitere Einträge enthält die Liste von Gedenk- und Aktionstagen.